# Майлз Девіс
Майлз Дьюї Девіс III (англ. Miles Dewey Davis III; 26 травня 1926, Олтон — 28 вересня 1991) — американський джазовий трубач, бенд-лідер і композитор. Він є однією з найвпливовіших і найвідоміших постатей в історії джазу та музики XX століття. За свою майже п'ятдесятирічну кар'єру Девіс змінив безліч музичних напрямків, що дозволило йому бути в авангарді багатьох основних стилістичних змін у джазі.
Народившись у родині середнього класу в Олтоні, штат Іллінойс, і вирісши у Іст-Сент-Луїсі, Девіс почав грати на трубі в ранньому підлітковому віці. Він поїхав навчатися до Джульярдської школи в Нью-Йорку, а потім кинув навчання і дебютував як професійний музикант у складі бібоп-квінтету саксофоніста Чарлі Паркера з 1944 по 1948 рік. Невдовзі після цього він записав для лейблу Capitol Records сесії Birth of the Cool, які відіграли важливу роль у розвитку кул-джазу. На початку 1950-х років, працюючи на Prestige Records, Девіс записав кілька ранніх записів хард-бопу, але робив це безсистемно через героїнову залежність. Після широко відомого виступу на джазовому фестивалі в Ньюпорті, він підписав довгостроковий контракт з Columbia Records і записав альбом 'Round About Midnight у 1955 році. Це була його перша робота з саксофоністом Джоном Колтрейном і басистом Полом Чемберсом, ключовими учасниками секстету, який він очолював на початку 1960-х років. У цей період він чергував оркестрові джазові колаборації з аранжувальником Гілом Евансом, такі як Sketches of Spain (1960), та записи з оркестром, такі як Milestones (1958) та Kind of Blue (1959). Останній запис залишається одним з найпопулярніших джазових альбомів усіх часів, проданий накладом понад п'ять мільйонів копій у США.
Девіс зробив кілька змін у складі під час запису альбому Someday My Prince Will Come (1961), концертів Blackhawk 1961 року та Seven Steps to Heaven (1963), ще одного комерційного успіху, який представив басиста Рона Картера, піаніста Гербі Генкока та барабанщика Тоні Вільямса. У 1964 році, додавши до свого нового квінтету саксофоніста Вейна Шортера, Девіс очолив серію абстрактніших записів, часто написаних учасниками гурту, допомагаючи піонерам постбоп-жанру з такими альбомами, як E.S.P. (1965) та Miles Smiles (1967), перш ніж перейти до свого електричного періоду творчості. Протягом 1970-х років він експериментував з роком, фанком, африканськими ритмами, новими електронними музичними технологіями та постійно змінюваним складом музикантів, серед яких були клавішник Джо Завінул, барабанщик Ел Фостер та гітарист Джон Маклафлін. Цей період, починаючи зі студійного альбому 1969 року In a Silent Way і закінчуючи концертним записом 1975 року Agharta, був найбільш суперечливим у його кар'єрі, відштовхнувши і кинувши виклик багатьом у джазі. Його альбом Bitches Brew, що розійшовся мільйонним тиражем у 1970 році, допоміг відродити комерційну популярність жанру з джаз-ф'южном протягом десятиліття.
Після п'ятирічної перерви через поганий стан здоров'я Девіс відновив свою кар'єру у 1980-х роках, залучивши молодих музикантів і поп-звучання на альбомах The Man with the Horn (1981) і Tutu (1986). Критики часто були несприйнятливими, але це десятиліття принесло Девісу найвищий рівень комерційного визнання. Він давав аншлагові концерти в усьому світі, одночасно працюючи в образотворчому мистецтві, кіно і на телебаченні, до своєї смерті в 1991 році від комбінованого впливу інсульту, пневмонії і дихальної недостатності. У 2006 році Девіса було введено до Зали слави рок-н-ролу, яка визнала його «однією з ключових постатей в історії джазу». Rolling Stone описав його як «найбільш шанованого джазового трубача всіх часів, не кажучи вже про одного з найважливіших музикантів XX століття», а критик Джеральд Ерлі назвав його, безперечно, одним з найвпливовіших та найінноваційніших музикантів того періоду.

## Ранні роки
Девіс народився 26 травня 1926 року в заможній афроамериканській родині в Олтоні, штат Іллінойс, за 15 миль на північ від Сент-Луїса. У нього була старша сестра Дороті Мей (1925—1996) і молодший брат Вернон (1929—1999). Його мати, Клеота Мей Генрі з Арканзасу, була вчителькою музики і скрипалькою, а батько, Майлз Дьюї Девіс молодший, також з Арканзасу, був стоматологом. Вони володіли маєтком у 200 акрів (81 га) поблизу Пайн-Блаффа, штат Арканзас, з прибутковою свинофермою. У Пайн-Блаффі він та його брати і сестри рибалили, полювали і каталися на конях. Бабуся і дідусь Девіса були власниками ферми в Арканзасі, де він проводив багато літніх канікул.
У 1927 році родина переїхала до Іст-Сент-Луїса. Вони жили на другому поверсі комерційної будівлі за стоматологічним кабінетом у переважно білому районі. Батько Девіса незабаром віддалився від дітей, оскільки Велика депресія змусила його дедалі більше поглинати роботу; зазвичай він працював шість днів на тиждень. З 1932 по 1934 рік Девіс відвідував початкову школу Джона Робінсона, школу для чорношкірих, потім школу Кріспуса Аттакса, де він мав хороші успіхи в математиці, музиці та спорті. Раніше Девіс відвідував католицьку школу. У ранньому віці він любив музику, особливо блюз, біг-бенди та госпел.

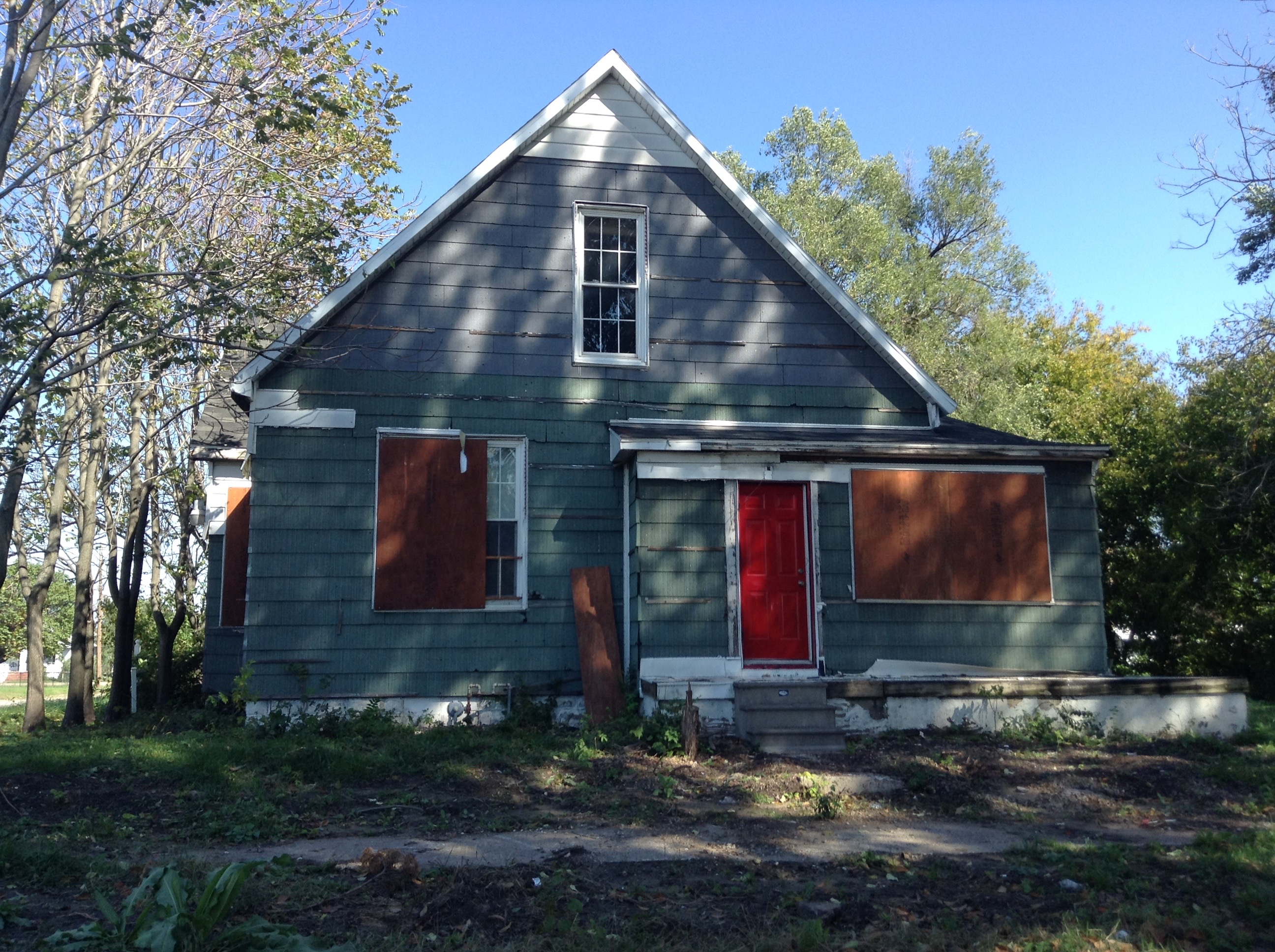
Будинок на Канзас-авеню 1701 у Іст-Сент-Луїсі, штат Іллінойс, де Девіс жив з 1939 по 1944 рік

У 1935 році Девіс отримав свою першу трубу в подарунок від Джона Юбенкса, друга свого батька. Після цього він щотижня брав уроки у «людини, яка справила найбільший вплив на моє життя», Елвуда Б'юкенена, вчителя і музиканта, який був пацієнтом його батька. Мати хотіла, щоб він грав на скрипці. Всупереч тогочасній моді, Б'юкенен наголошував на важливості гри без вібрато і заохочував його використовувати чистий, середній тон. Девіс казав, що коли він починав грати з сильним вібрато, Б'юкенен ляскав його по кісточках. У пізніші роки Девіс говорив: «Я віддаю перевагу круглому звуку, в якому немає ніякої позиції, як і круглому голосу з не надто сильним тремоло і не надто сильним басом. Просто посередині. Якщо я не можу отримати такий звук, я не можу нічого зіграти». Незабаром сім'я переїхала на Канзас-авеню, 1701 у Іст-Сент-Луїсі.
У своїй автобіографії Девіс писав: «До 12 років музика стала найважливішою річчю в моєму житті». На його тринадцятий день народження батько купив йому нову трубу, і Девіс почав грати в місцевих оркестрах. Він брав додаткові уроки гри на трубі у Джозефа Ґустата, головного трубача Симфонічного оркестру Сент-Луїса. Девіс також грав на трубі в шоу талантів, які він організовував разом із братами та сестрами.
У 1941 році 15-річний хлопець відвідував середню школу Лінкольна на Іст-Сент-Луїса, де приєднався до маршового оркестру під керівництвом Б'юкенена і брав участь у музичних конкурсах. Через роки Девіс розповідав, що на цих змаганнях його дискримінували через расову приналежність, але додав, що цей досвід зробив його кращим музикантом. Коли барабанщик попросив його зіграти певний уривок музики, а він не зміг цього зробити, він почав вивчати теорію музики. «Я пішов і дістав усе, кожну книгу, яку міг дістати, щоб дізнатися про теорію». У Лінкольні Девіс зустрів свою першу дівчину, Ірен Берт (пізніше Коутон). У нього був гурт, який виступав у клубі Elks Club. Частину заробітку він віддав на навчання сестри в університеті Фіска. Девіс подружився з трубачем Кларком Террі, який запропонував йому грати без вібрато, і виступав разом з ним протягом кількох років.
За підтримки свого вчителя та дівчини, Девіс зайняв вакантне місце в оркестрі Rhumboogie Orchestra, також відомому як Blue Devils, під керівництвом Едді Рендла. Він став музичним директором колективу, до обов'язків якого входило наймати музикантів і складати графік репетицій. Через роки Девіс вважав цю роботу однією з найважливіших у своїй кар'єрі. Сонні Стітт намагався переконати його приєднатися до гурту Тіні Бредшоу, який проїжджав через місто, але мати наполягла на тому, щоб він закінчив середню школу, перш ніж їхати на гастролі. Пізніше він сказав: «Я не розмовляв з нею два тижні. І з групою я теж не поїхав». У січні 1944 року Девіс закінчив середню школу, а в червні отримав диплом заочно. Наступного місяця його дівчина народила доньку Шеріл.
У липні 1944 року Біллі Екстайн відвідав Сент-Луїс з групою, до складу якої входили Арт Блейкі, Діззі Гіллеспі та Чарлі Паркер. Трубач Бадді Андерсон був занадто хворий, щоб виступати, тому Девіса запросили приєднатися. Він грав з групою протягом двох тижнів у клубі Riviera. Після гри з цими музикантами він був впевнений, що повинен переїхати до Нью-Йорка, «де вирує життя». Його мати хотіла, щоб він вступив до університету Фіска, як його сестра, і навчався грі на фортепіано або скрипці. У Девіса були інші інтереси.

## Кар'єра

### 1944—1948: Нью-Йорк і роки бібопу

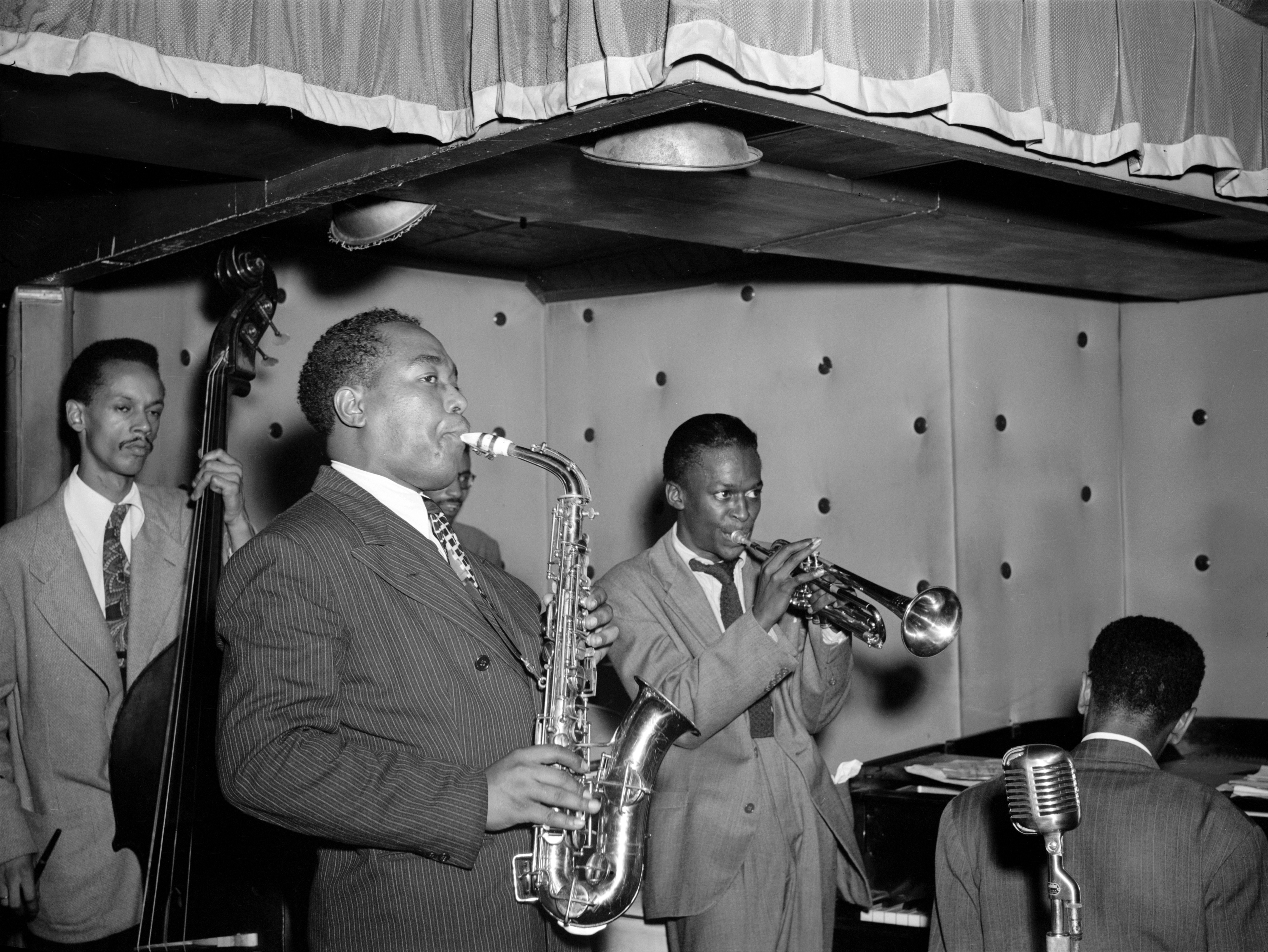
Томмі Поттер, Чарлі Паркер, Макс Роуч, Майлз Девіс, Дюк Джордан у серпні 1947

У вересні 1944 року Девіс погодився на пропозицію батька навчатися в Джульярдській школі музики в Нью-Йорку. Пройшовши прослуховування, він відвідував заняття з теорії музики, фортепіано та диктанту, часто прогулюючи заняття.
Значну частину часу Девіс проводив у клубах у пошуках свого кумира, Чарлі Паркера. За словами Девіса, Коулман Гокінс сказав йому: «Закінчуй навчання в Джульярді і забудь про Птаха [Паркера]». Знайшовши Паркера, він приєднався до групи завсідників клубів Minton's і Monroe's у Гарлемі, які щовечора влаштовували джем-сейшени. Серед інших завсідників були Дж. Дж. Джонсон, Кенні Кларк, Телоніус Монк, Фетс Наварро та Фредді Вебстер. Девіс возз'єднався з Коутон та їхньою донькою, коли вони переїхали до Нью-Йорка. Паркер став їхнім сусідом по кімнаті. Приблизно в цей час Девісу виплачували допомогу в розмірі $40.
В середині 1945 року Девіс не зміг зареєструватися на осінній семестр в Джульярд і кинув навчання після трьох семестрів, бо хотів виступати на повну ставку. Через роки він критикував Джульярд за надмірну концентрацію на класичному європейському та «білому» репертуарі, але хвалив школу за те, що вона навчила його теорії музики та вдосконалила його техніку гри на трубі.
Девіс почав виступати в клубах на 52-й вулиці з Коулманом Гокінсом та Едді Локджо Девісом. Вперше він записався 24 квітня 1945 року, коли увійшов до студії як акомпаніатор групи Гербі Філдса. Наступного року він вперше записався як лідер із Cекстетом Майлза Девіса, а також з Ерлом Коулманом та Енн Бейкер, що стало одним з небагатьох випадків, коли він акомпанував співакам.

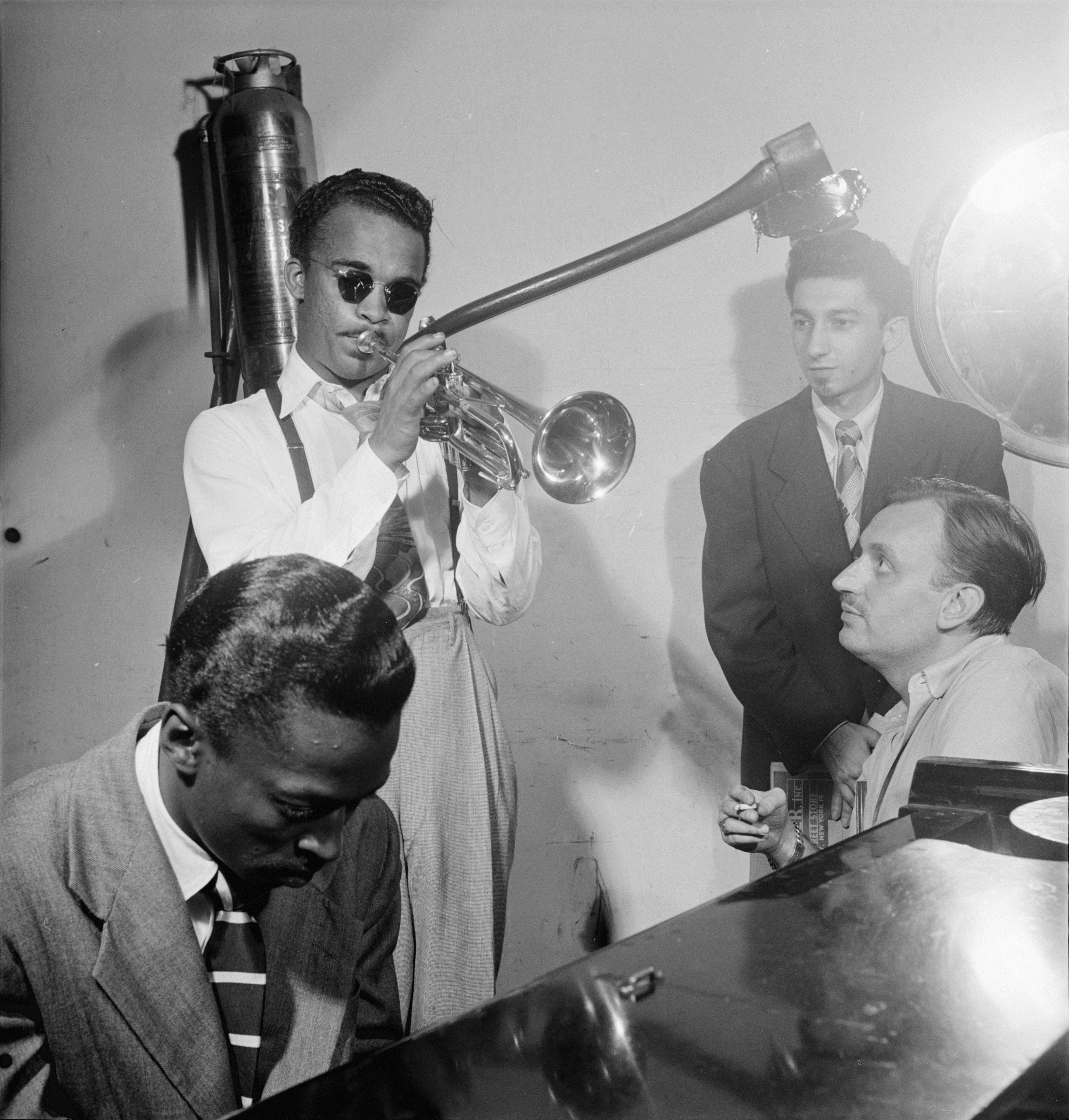
Девіс на піаніно з Говардом Макгі (труба), Джоном Олбані (піаніст, стоїть) і Бріком Фліглем (гітарист, курить), вересень 1947

У 1945 році Девіс замінив Діззі Гіллеспі у квінтеті Чарлі Паркера. 26 листопада він взяв участь у кількох сесіях звукозапису у складі групи Паркера Reboppers, в якій також грали Гіллеспі та Макс Роуч, демонструючи натяки на стиль, за яким він стане відомим у майбутньому. На мелодію Паркера «Now's the Time» Девіс зіграв соло, яке передбачало кул-джаз. Потім він приєднався до біг-бенду під керівництвом Бенні Картера, виступав у Сент-Луїсі та залишився з колективом у Каліфорнії. Він знову грав з Паркером і Гіллеспі. У Лос-Анджелесі у Паркера стався нервовий зрив, через який він на кілька місяців потрапив до лікарні. У березні 1946 року Девіс грав на студійних сесіях з Паркером, а влітку того ж року розпочав співпрацю з басистом Чарльзом Мінґусом. Коутон народила другу дитину Девіса, Грегорі, у Іст-Сент-Луїсі, перш ніж возз'єднатися з Майлзом у Нью-Йорку наступного року. Девіс зазначав, що до цього часу «я все ще був настільки захоплений музикою, що навіть ігнорував Ірен». Він також звернувся до алкоголю та кокаїну.
У 1946 році Девіс був учасником біг-бенду Біллі Екстайна, а в 1947 році — Гіллеспі. Він приєднався до квінтету під керівництвом Паркера, до якого також входив Макс Роуч. Разом вони виступали наживо з Дюком Джорданом і Томмі Поттером протягом більшої частини року, включаючи кілька студійних сесій. Під час однієї з них у травні Девіс написав мелодію «Cheryl» для своєї доньки. Перша сесія Девіса як лідера відбулася в серпні 1947 року, коли він грав у складі Miles Davis All Stars, до якого входили Паркер, піаніст Джон Льюїс і басист Нельсон Бойд; вони записали «Milestones», «Half Nelson» і «Sippin' at Bells». Після гастролей у Чикаго і Детройті з квінтетом Паркера Девіс повернувся до Нью-Йорка в березні 1948 року і приєднався до гастрольного туру Jazz at the Philharmonic, який включав в себе зупинку в Сент-Луїсі 30 квітня.

### Нонет Майлза Девіса іBirth of the Cool
У серпні 1948 року Девіс відхилив пропозицію приєднатися до оркестру Дюка Еллінгтона, оскільки почав репетирувати з групою з дев'яти музикантів за участю баритон-саксофоніста Джеррі Маллігана та аранжувальника Гіла Еванса, беручи активну участь у тому, що незабаром стало його власним проєктом. Мангеттенська квартира Еванса стала місцем зустрічей кількох молодих музикантів і композиторів, таких як Девіс, Роуч, Льюїс і Малліган, які були невдоволені дедалі віртуознішими інструментальними прийомами, що панували в бібопі. Ці зустрічі призвели до формування нонету Майлза Девіса, який включав нетипові сучасні джазові інструменти, такі як валторна і туба, що призвело до густо текстурованого, майже оркестрового звучання. Метою було імітувати людський голос за допомогою ретельно скомпонованих композицій і розслабленого, мелодійного підходу до імпровізації. У вересні гурт завершив свій єдиний двотижневий виступ на розігріві у Каунта Бейсі в клубі Royal Roost. Девісу довелося вмовити менеджера закладу написати на вивісці «Нонет Майлза Девіса. Аранжування Гіла Еванса, Джона Льюїса та Джеррі Маллігана». Девіс повернувся до квінтету Паркера, але стосунки всередині квінтету ставали дедалі напруженішими, головним чином через нестабільну поведінку Паркера, спричинену його наркотичною залежністю. На початку співпраці з Паркером Девіс утримувався від наркотиків, обрав вегетаріанську дієту і говорив про користь води та соку.
У грудні 1948 року Девіс звільнився, заявивши, що йому не платять. Його відхід розпочав період, коли він працював переважно як фрілансер і сайдмен. Його нонет залишався активним до кінця 1949 року. Після підписання контракту з Capitol Records, вони записали сесії в січні та квітні 1949 року, які мало продавалися, але вплинули на «крутий» («cool») або «західний» («west coast») стиль джазу. Склад змінювався протягом року і включав тубіста Білла Барбера, альт-саксофоніста Лі Коніца, піаніста Ела Хейга, тромбоністів Майка Зверіна з Каєм Віндінґом, валторністів Джуніора Коллінза з Сенді Сігелштейном та Ґюнтером Шуллером, а також басистів Ела МакКіббона та Джо Шульмана. В одному з треків взяв участь співак Кенні Хагуд. Присутність білих музикантів у групі обурила деяких чорношкірих гравців, багато з яких на той час були безробітними, але Девіс відкинув їхню критику. Запис сесій з нонетом для Capitol тривав до квітня 1950 року. Нонет записав десяток треків, які вийшли як сингли, а згодом увійшли до альбому 1957 року Birth of the Cool.
У травні 1949 року Девіс виступив у складі квінтету Теда Дамерона з Кенні Кларком і Джеймсом Муді на Паризькому міжнародному джазовому фестивалі. Під час своєї першої поїздки за кордон Девісу дуже сподобався Париж і його культурне середовище, де, на його думку, чорношкірих джазових музикантів і взагалі кольорових людей поважали більше, ніж у США. Ця поїздка, за його словами, «назавжди змінила мій погляд на речі». У нього почався роман зі співачкою і актрисою Жульєт Греко.

### 1949—1955: Підписання контракту Prestige, героїнова залежність і хард-боп
Після повернення з Парижа в середині 1949 року він впав у депресію і знайшов мало роботи, окрім короткої співпраці з Павеллом у жовтні та гостьових виступів у Нью-Йорку, Чикаго та Детройті до січня 1950 року. Він не сплачував за оренду готелю, а його машину намагалися відібрати. Вживання героїну стало дорогою залежністю, і Девіс, якому ще не виповнилося 24 роки, «втратив почуття дисципліни, втратив почуття контролю над своїм життям і почав дрейфувати». У серпні 1950 року Коутон народила від Девіса другого сина, Майлза IV. Девіс подружився з боксером Джонні Браттоном, що поклало початок його інтересу до спорту. Девіс залишив Коутон з трьома дітьми в Нью-Йорку на піклування однієї зі своїх подруг, джазової співачки Бетті Картер. Він гастролював з Екстайном і Біллі Голідей і був заарештований за зберігання героїну в Лос-Анджелесі. Про цю історію написали в журналі DownBeat, що призвело до подальшого скорочення роботи, хоча через кілька тижнів його виправдали. До 1950-х років Девіс став вправнішим і експериментував із середнім регістром труби, а також з гармоніями та ритмами.
У січні 1951 року доля Девіса покращилася, коли він підписав річний контракт з лейблом Prestige після того, як його власник Боб Вайнсток став шанувальником нонету. Девіс обрав Льюїса, тромбоніста Бенні Гріна, басиста Персі Гіта, саксофоніста Сонні Роллінза та барабанщика Роя Гейнса; вони записали те, що стало частиною альбому Miles Davis and Horns (1956). 1951 року Девіса найняли на інші студійні дати, і він почав записувати партитури для звукозаписних лейблів, щоб фінансувати свою героїнову залежність. Його друга сесія для Prestige вийшла на The New Sounds (1951), Dig (1956) і Conception (1956).
Девіс підтримував свою героїнову звичку, граючи музику та живучи життям шахрая, експлуатуючи повій та отримуючи гроші від друзів. 1953 року його залежність почала впливати на його гру. Його наркозалежність стала надбанням громадськості в інтерв'ю DownBeat з Кебом Келловеєм, якому він ніколи не пробачив, оскільки це принесло йому «весь біль і страждання». Він повернувся до Сент-Луїса і кілька місяців жив з батьком. Після короткого періоду роботи з Роучем і Мінґусом у вересні 1953 року він повернувся до будинку батька, де зосередився на боротьбі зі своєю залежністю.
Девіс жив у Детройті близько півроку, уникаючи Нью-Йорка, де було легко дістати наркотики. Хоча він вживав героїн, йому все ж вдавалося виступати з Елвіном Джонсом і Томмі Фланеганом у складі домашнього гурту Біллі Мітчелла в клубі Blue Bird Inn. Він також «трохи займався сутенерством», проте йому вдалося покінчити зі своєю залежністю, і в лютому 1954 року Девіс повернувся до Нью-Йорка, почуваючись добре «вперше за довгий час», розумово і фізично сильнішим, і записався до спортзалу. Він повідомив Вайнстоку і Blue Note, що готовий записуватись з квінтетом, що йому і було надано. Він вважав альбоми, які стали результатом цих та попередніх сесій — Miles Davis Quartet та Miles Davis Volume 2 — «дуже важливими», оскільки відчував, що його виступи були особливо сильними. Йому заплатили приблизно $750 за кожен альбом, і він відмовився віддати свої права на публікацію.

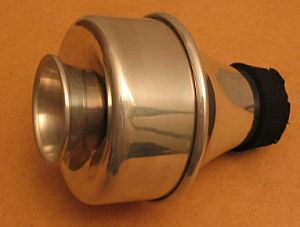
У 1950-х роках Девіс почав використовувати сурдину на своїй трубі. Вона стала частиною його фірмового звучання до кінця кар'єри.

Девіс відмовився від стилю бібоп і звернувся до музики піаніста Ахмада Джамала, чий підхід і використання простору вплинули на нього. Коли він повернувся до студії в червні 1955 року, щоб записати The Musings of Miles, він хотів мати піаніста, подібного до Джамала, і вибрав Реда Гарленда. Blue Haze (1956), Bags' Groove (1957), Walkin (1957) та Miles Davis and the Modern Jazz Giants (1959) задокументували еволюцію його звучання з розміщенням сурдини близько до мікрофону та використанням просторіших та розслабленіших фразувань. Він взяв на себе центральну роль у хард-бопі, менш радикальному в гармонії та мелодії, і використовував популярні пісні та американські стандарти як відправну точку для імпровізації. Хард-боп відмежувався від кул-джазу більш жорстким бітом і музикою, натхненною блюзом. Деякі критики вважають альбом Walkin (квітень 1954 року) альбомом, який створив жанр хард-бопу.
Девіс здобув репутацію холодної, відчуженої людини, яку легко розлютити. 1954 року він писав, що Шугар Рей Робінсон «був найважливішою річчю в моєму житті, окрім музики», і він перейняв «зарозуміле ставлення Робінсона». Він демонстрував презирство до критиків і преси.
У жовтні 1955 року Девісу зробили операцію з видалення поліпів з гортані. Лікарі наказали йому мовчати після операції, але він встряв у суперечку, яка назавжди пошкодила його голосові зв'язки і зробила його голос хрипким до кінця життя. Його називали «принцом темряви», що додало нальоту таємничості до його публічної персони.

### 1955—1959: Підписання контракту з Columbia, перший квінтет і модальний джаз
У липні 1955 року доля Девіса значно покращилася, коли він виступив на джазовому фестивалі в Ньюпорті у складі Монка, Хіта, барабанщика Конні Кея та валторністів Зута Сімса і Джеррі Маллігана. Виступ високо оцінили як критики, так і глядачі, які вважали його родзинкою фестивалю, а також він допоміг Девісу, найменш відомому музиканту в групі, збільшити свою популярність серед заможної білої аудиторії. Він розділив з Діззі Гіллеспі звання найкращого трубача в опитуванні читачів журналу DownBeat 1955 року.
Джордж Авакян з Columbia Records почув виступ Девіса в Ньюпорті і захотів підписати його на лейбл. У Девіса залишався один рік за контрактом з Prestige, який вимагав від нього випустити ще чотири альбоми. Він підписав контракт з Columbia, який включав аванс у розмірі $4 000 і вимагав, щоб його записи для Columbia залишалися невиданими, доки не закінчиться його угода з Prestige.
На прохання Авакяна він створив Квінтет Майлза Девіса для виступу в клубі Café Bohemia. До складу квінтету входили Сонні Роллінз на тенор-саксофоні, Ред Гарленд на піаніно, Пол Чемберс на контрабасі та Філі Джо Джонс на барабанах. Роллінза замінив Джон Колтрейн, завершивши склад першого квінтету. Щоб виконати контракт Девіса з лейблом Prestige, ця нова група відпрацювала два марафонські сеанси у травні та жовтні 1956 року, які лейбл видав як чотири LP: Cookin' with the Miles Davis Quintet (1957), Relaxin' with the Miles Davis Quintet (1958), Workin' with the Miles Davis Quintet (1960) і Steamin' with the Miles Davis Quintet (1961). Кожен альбом отримав схвальні відгуки критиків і допоміг утвердити квінтет Девіса як один з найкращих.
Стиль гурту був продовженням їхнього досвіду гри з Девісом. Він грав довгі легато, мелодійні лінії, в той час як Колтрейн контрастував з енергійними соло. Їхній концертний репертуар був сумішшю бібопу, стандартів з Великої американської пісенної книги та добопових епох, а також традиційних мелодій. Вони з'явилися на 'Round About Midnight, першому альбомі Девіса для лейблу Columbia.
У 1956 році він тимчасово залишив свій квінтет, щоб гастролювати Європою у складі Birdland All-Stars, до складу якого входили Modern Jazz Quartet, а також французькі та німецькі музиканти. У Парижі він возз'єднався з Греко, і вони «були коханцями протягом багатьох років». Потім він повернувся додому, возз'єднав свій квінтет і протягом двох місяців гастролював у США. Конфлікт виник під час туру, коли він став нетерплячим до наркотичних звичок Джонса і Колтрейна. Девіс намагався вести здоровий спосіб життя, займаючись спортом і скоротивши вживання алкоголю. Але він продовжував вживати кокаїн. Наприкінці туру він звільнив Джонса і Колтрейна і замінив їх на Сонні Роллінза та Арта Тейлора.
У листопаді 1957 року Девіс поїхав до Парижа і записав саундтрек до фільму Ascenseur pour l'échafaud режисера Луї Маля з Жанною Моро в головній ролі. Група, що складалася з французьких джазових музикантів Барні Вілена, П'єра Мішело і Рене Уртрегера, а також американського барабанщика Кенні Кларка, уникала письмової партитури і натомість імпровізувала під час перегляду фільму в студії звукозапису.
Повернувшись до Нью-Йорка, Девіс відродив свій квінтет з Аддерлі та Колтрейном, який звільнився від наркотичної залежності. Тепер уже як секстет, група записала матеріал на початку 1958 року, який вийшов на Milestones, альбомі, що продемонстрував інтерес Девіса до модального джазу. Виступ балету Les Ballets Africains привернув його до повільнішої, обдуманої музики, яка дозволяла створювати соло з гармонії, а не з акордів.
До травня 1958 року він замінив Джонса барабанщиком Джиммі Коббом, а Гарленд покинув групу, залишивши Девіса грати на фортепіано на «Sid's Ahead» для Milestones. Йому потрібен був хтось, хто міг би грати модальний джаз, тому він найняв Білла Еванса, молодого піаніста з досвідом класичної музики. Еванс мав імпресіоністичний підхід до гри на фортепіано. Його ідеї сильно вплинули на Девіса. Але після восьми місяців гастролей втомлений Еванс пішов. Вінтон Келлі, який прийшов йому на зміну, привніс у групу свінговий стиль, що контрастував з делікатністю Еванса. Секстет дебютував на платівці Jazz Track (1958).

### 1957—1963: Співпраця з Гілом Евансом таKind of Blue
На початку 1957 року Девіс виснажився від записів і гастролей і хотів зайнятися новими проєктами. У березні 30-річний Девіс повідомив журналістам про свій намір незабаром піти на пенсію і розповів про отримані пропозиції викладати в Гарвардському університеті та бути музичним директором на звукозаписній компанії. Авакян погодився, що для Девіса настав час спробувати щось нове, але Девіс відкинув його пропозицію повернутися до свого нонету, оскільки вважав це кроком назад. Тоді Авакян запропонував йому працювати з більшим ансамблем, подібно до Music for Brass (1957), альбому оркестрової та аранжованої для духових інструментів музики під керівництвом Ґюнтера Шуллера, в якому Девіс був запрошеним солістом.
Девіс прийняв пропозицію Гіла Еванса і працював з ним протягом п'яти альбомів з 1957 по 1962. Альбом Miles Ahead (1957) демонструє гру Девіса на флюгельгорні та виконання «The Maids of Cadiz» Лео Деліба, першого твору класичної музики, який записав Девіс. Еванс розробив оркестрові пасажі як переходи, таким чином перетворивши альбом на один довгий музичний твір. Porgy and Bess (1959) включає аранжування фрагментів з опери Джорджа Гершвіна. Sketches of Spain (1960) містить музику Хоакіна Родріго та Мануеля де Фальї, а також оригінальні твори Еванса. Класичним музикантам було важко імпровізувати, а джазові музиканти не могли впоратися зі складними аранжуваннями, але альбом мав шалений успіх, продавшись у США накладом понад 120 000 копій. У травні 1961 року Девіс виступив з оркестром під керуванням Еванса в Карнегі-голі, щоб зібрати гроші на благодійність. Останнім альбомом пари став Quiet Nights (1963) — збірка пісень у стилі босанова, що вийшла всупереч їхньому бажанню. Еванс заявив, що це була лише половина альбому і звинуватив звукозаписну компанію; Девіс звинуватив продюсера Тео Масеро і відмовлявся розмовляти з ним більше двох років. Бокс-сет Miles Davis & Gil Evans: The Complete Columbia Studio Recordings (1996) виграв премію Ґреммі в номінаціях Найкращий історичний альбом і Найкращі нотатки до альбому в 1997 році.
У березні та квітні 1959 року Девіс записав те, що дехто вважає його найкращим альбомом, Kind of Blue. Він назвав альбом за його настроєм. Він покликав Білла Еванса, оскільки музика була спланована навколо фортепіанного стилю Еванса. І Девіс, і Еванс були знайомі з ідеями Джорджа Рассела про модальний джаз, але Девіс забув сказати піаністу Вінтону Келлі, що Еванс повертається, тому Келлі з'явився лише в одній пісні, «Freddie Freeloader». Секстет грав «So What» та «All Blues» на виступах, але решту три композиції вони вперше побачили в студії.
Вийшовши у серпні 1959 року, Kind of Blue мав миттєвий успіх, з широким радіоефіром та захопленими відгуками критиків. У 2019 році альбом отримав 5-кратну платинову сертифікацію від Американської асоціації компаній звукозапису за продажі понад п'ять мільйонів копій у США, що зробило його одним з найуспішніших джазових альбомів в історії. 2009 року Палата представників Конгресу США ухвалила резолюцію, в якій визнала його національним надбанням.
У серпні 1959 року, під час перерви в запису в нічному клубі Birdland у Нью-Йорку, Девіс супроводжував біляву жінку до таксі біля клубу, коли поліцейський Джеральд Кілдафф наказав йому «йти далі». Девіс сказав, що працює в клубі, і відмовився йти. Кілдафф заарештував і схопив Девіса, коли той намагався захистити себе. Свідки стверджують, що поліцейський вдарив Девіса кийком у живіт без жодних провокацій. Двоє детективів стримували натовп, а третій підійшов до Девіса ззаду і вдарив його по голові. Девіса забрали до в'язниці за звинуваченням у нападі на офіцера, потім відвезли до лікарні, де йому наклали п'ять швів. До січня 1960 року його виправдали за порушення громадського порядку і напад третього ступеня. Пізніше він заявив, що цей інцидент «знову змінив все моє життя і все моє ставлення, змусив мене знову відчути гіркоту і цинізм, коли я починав радіти тому, що змінилося в цій країні».
Девіс і його секстет гастролювали на підтримку Kind of Blue. Він переконав Колтрейна зіграти з групою в останньому європейському турі навесні 1960 року. Потім Колтрейн пішов, щоб сформувати свій квартет, хоча повернувся, щоб зіграти кілька треків на альбомі Девіса Someday My Prince Will Come (1961). На обкладинці альбому зображена фотографія його дружини, Френсіс Тейлор, після того, як Девіс зажадав від Columbia зображати чорношкірих жінок на обкладинках своїх альбомів.

### 1963—1968: Другий квінтет

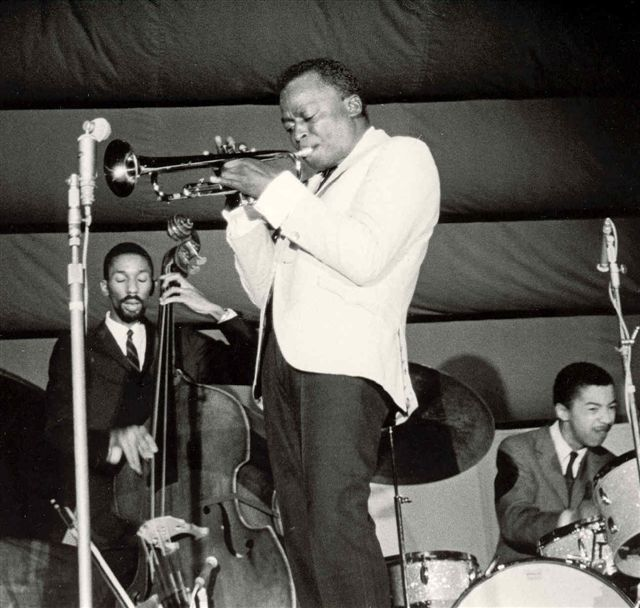
Виступ Девіса в Антібі, Франція, у липні 1963 року

У грудні 1962 року Девіс, Келлі, Чемберс, Кобб і Роллінз грали разом востаннє, оскільки перші троє хотіли піти і грати як тріо. Незабаром Роллінз покинув їх, залишивши Девіса платити понад $25 000, щоб скасувати майбутні концерти і швидко зібрати новий гурт. Після прослуховування він знайшов свою нову групу у складі тенор-саксофоніста Джорджа Коулмана, басиста Рона Картера, піаніста Віктора Фельдмана та барабанщика Френка Батлера. До травня 1963 року Фельдмана та Батлера замінили 23-річний піаніст Гербі Генкок та 17-річний барабанщик Тоні Вільямс, які змусили Девіса «знову бути в захваті». З цією групою Девіс завершив роботу над альбомом Seven Steps to Heaven (1963) і записав концертні альбоми Miles Davis in Europe (1964), My Funny Valentine (1965) і Four & More (1966). Квінтет грав по суті ті самі бібоп-мелодії та стандарти, що й попередні гурти Девіса, але підходив до них зі структурною та ритмічною свободою, а часом і з шаленою швидкістю.
У 1964 році Коулмана ненадовго замінив саксофоніст Сем Ріверс (який записувався з Девісом на альбомі Miles in Tokyo), поки Вейн Шортер не переконав його покинути Jazz Messengers. Квінтет з Шортером проіснував до 1968 року, коли Шортер став головним композитором гурту. Альбом E.S.P. (1965) був названий на честь його композиції. Під час гастролей по Європі гурт записав свій перший альбом Miles in Berlin (1965).

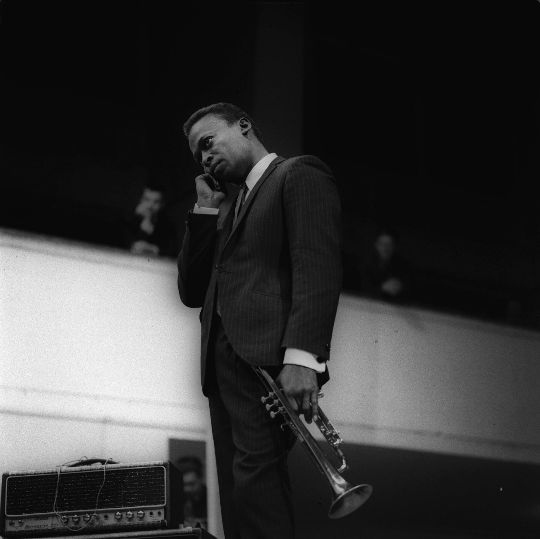
Виступ Девіса в Töölö Sports Hall в Гельсінкі, Фінляндія, в жовтні 1964 року

Девісу потрібна була медична допомога через біль у стегні, який посилився після його японського турне попереднього року. У квітні 1965 року йому зробили операцію із заміни тазостегнового суглоба, взявши кістку з його гомілки, але вона не вдалася. Після третього місяця перебування в лікарні він виписався через нудьгу і поїхав додому. Він повернувся до лікарні в серпні після падіння, яке вимагало встановлення пластикового тазостегнового суглоба. У листопаді 1965 року він одужав настільки, що зміг повернутися до виступів зі своїм квінтетом, які включали концерти в Plugged Nickel в Чикаго. Тео Масеро повернувся як його звукорежисер після того, як їхній розрив через Quiet Nights загоївся.
У січні 1966 року Девіс провів три місяці в лікарні з інфекцією печінки. Коли він відновив гастролі, то більше виступав у коледжах, бо втомився від типових джазових майданчиків. 1966 року президент Columbia Клайв Девіс повідомив, що продажі його альбомів знизилися до 40 000-50 000 примірників, порівняно зі 100 000 за один реліз кількома роками раніше. Справа не покращилася, коли преса повідомила про його очевидні фінансові проблеми та неминучу смерть. Після виступу на джазовому фестивалі в Ньюпорті 1966 року, він повернувся до студії зі своїм квінтетом для серії сесій. Почав стосунки з акторкою Сіселі Тайсон, яка допомогла йому зменшити вживання алкоголю.
Матеріал із сесій 1966—1968 років вийшов на альбомах Miles Smiles (1966), Sorcerer (1967), Nefertiti (1967), Miles in the Sky (1968) та Filles de Kilimanjaro (1968). Підхід квінтету до нової музики став знаний як «час без змін», що означало рішення Девіса відійти від акордових послідовностей і прийняти відкритіший підхід, з ритм-секцією, що реагує на мелодії солістів. Завдяки Nefertiti студійні записи складалися переважно з оригінальних творів, написаних Шортером, з рідкісними композиціями інших учасників. 1967 року гурт почав грати свої концерти безперервними сетами, кожна мелодія перетікала в наступну, і лише мелодія вказувала на будь-які зміни. Його гурти виступали таким чином аж до перерви у творчості у 1975 році.
Miles in the Sky та Filles de Kilimanjaro, в яких на деяких треках з'явилися електричний бас, електропіаніно та електрогітара, вказали шлях до ф'южн-фази в кар'єрі Девіса. На цих записах він також почав експериментувати з більш рок-орієнтованими ритмами. До моменту запису другої половини Filles de Kilimanjaro басист Дейв Голланд і піаніст Чик Коріа замінили Картера і Генкока. Незабаром Девіс перебрав на себе композиторські обов'язки своїх акомпаніаторів.

### 1968—1975: Електричний період
In a Silent Way був записаний за одну студійну сесію в лютому 1969 року за участю Шортера, Генкока, Голланда і Вільямса, а також клавішників Чика Коріа і Джо Завінула та гітариста Джона Маклафліна. Альбом містить два довгі треки, які Масеро змонтував з різних дублів, записаних під час сесії. Коли альбом вийшов пізніше того ж року, деякі критики звинуватили його в тому, що він «продався» рок-н-рольній аудиторії. Однак, він досяг 134 місця в американському чарті Billboard Top LPs, його перший альбом після My Funny Valentine, який потрапив до цього чарту. In a Silent Way став його вступом до ф'южн-джазу. Гастролюючий гурт 1969—1970 років — з Шортером, Коріа, Голландом і Деджоннетом — так і не завершив студійний запис разом, і став знаний як «втрачений квінтет Девіса», хоча радіопередачі з європейських гастролей гурту широко розповсюджувалися бутлегерським способом.

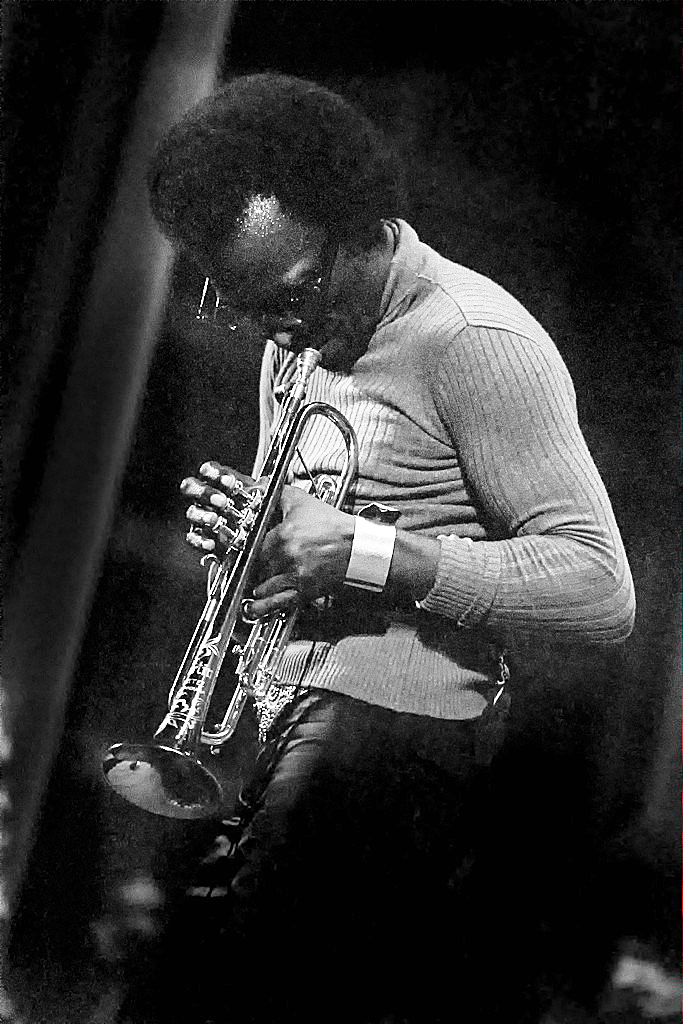
Виступ Девіса у 1971 році

Для подвійного альбому Bitches Brew (1970) він найняв Джека Деджоннета, Айрто Морейру та Бенні Мопіна. Альбом містив довгі композиції, деякі понад двадцять хвилин, які ніколи не зіграли в студії, а були сконструйовані з кількох дублів Масеро та Девіса за допомогою склеювання та стрічкових петель на тлі епохального прогресу в технологіях багатодоріжкового запису. Bitches Brew досяг піку на 35 місці в чарті Billboard Album. У 1976 році альбом був сертифікований як золотий за продаж понад 500 000 записів. До 2003 року було продано мільйон копій.
У березні 1970 року Девіс почав виступати на розігріві у рок-гуртів, що дозволило Columbia продавати Bitches Brew більшій аудиторії. Біограф Пол Тінген писав, що «статус Майлза як новачка в цьому середовищі» призвів до «змішаної реакції аудиторії, часто йому доводилося грати за різко знижені гонорари та терпіти звинувачення в „розпродажі“ з боку джазового світу», а також до «нападів з боку чорної преси за нібито низькопоклонство перед білою культурою». Гастролі 1970 року включали фестиваль на острові Вайт 29 серпня 1970 року, на якому він виступив перед приблизно 600 000 глядачами, що стало найбільшим концертом у його кар'єрі. Плани записуватися з Гендріксом закінчилися після смерті гітариста; його похорон був останнім, на якому був присутній Девіс. У цей період було записано кілька концертних альбомів з перехідним секстетом/септетом за участю Коріа, Деджоннета, Голланда, Морейри, саксофоніста Стіва Гроссмана та клавішника Кіта Джаррета, в тому числі Miles Davis at Fillmore (1970) та Black Beauty: Miles Davis at Fillmore West (1973).
До 1971 року Девіс підписав контракт з Columbia, який виплачував йому 100 000 доларів на рік протягом трьох років на додаток до гонорарів. Він записав альбом саундтреків (Jack Johnson) до документального фільму 1970 року про боксера-важковаговика Джека Джонсона, що містив дві довгі частини тривалістю 25 і 26 хвилин за участю Генкока, Маклафліна, Сонні Шеррока і Біллі Кобгема. Він прагнув створювати музику для афроамериканців, які полюбляли комерційнішу поп-музику, орієнтовану на грув. У листопаді 1971 року Деджоннетта і Морейру в гастрольному ансамблі замінили барабанщик Леон «Ндугу» Чанклер і перкусіоністи Джеймс Мтуме і Дон Аліас. Того ж місяця вийшов альбом Live-Evil. Альбом продемонстрував басиста Майкла Гендерсона, який замінив Голланда у 1970 році, і показав, що ансамбль Девіса трансформувався у фанк-орієнтовану групу, зберігши при цьому дослідницький імператив Bitches Brew.

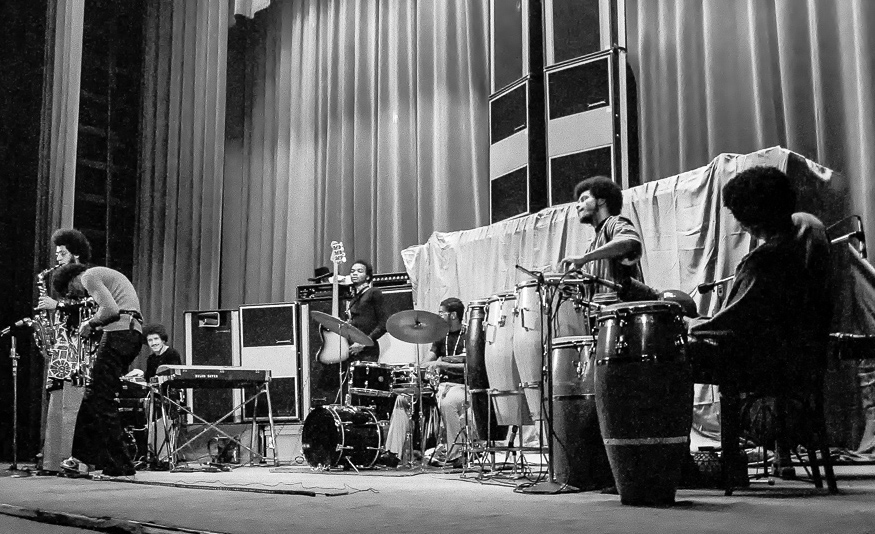
Септет Девіса в листопаді 1971 року; зліва направо: Гері Бартц, Девіс, Кіт Джарретт, Майкл Гендерсон, Леон «Ндугу» Чанклер, Джеймс Мтуме та Дон Аліас

У 1972 році композитор-аранжувальник Пол Бакмастер познайомив Девіса з музикою авангардного композитора Карлгайнца Штокгаузена, що призвело до періоду творчих пошуків. Біограф Дж. К. Чемберс писав: «Ефект від вивчення Девісом творчості Штокгаузена не міг довго придушуватися… Власна 'космічна музика' Девіса демонструє композиційний вплив Штокгаузена». Його записи та виступи в цей період фанати, Фезер і Бакмастер називали «космічною музикою», описуючи її як «багато змін настрою — важку, темну, інтенсивну — безумовно, космічну музику». Студійний альбом On the Corner (1972) поєднав вплив Штокгаузена і Бакмастера з елементами фанку. Девіс запросив Бакмастера до Нью-Йорка, щоб разом з Масеро проконтролювати написання та запис альбому. Альбом досягнув 1 місця в джазовому чарті Billboard, але сягнув 156 місця в неоднорідномішу чарті Top 200 Albums. Девіс вважав, що Columbia продавала його не тій аудиторії. «Музика призначалася для молодих чорношкірих людей, але вони поставилися до нього, як до будь-якого іншого джазового альбому, і рекламували його так само, проштовхували на джазових радіостанціях. Молоді чорні діти не слухають ці станції; вони слухають R&B-станції та деякі рок-станції». У жовтні 1972 року він зламав щиколотки в автокатастрофі. Щоб впоратися з болем, він приймав знеболювальні та кокаїн. Озираючись на свою кар'єру після цього інциденту, він писав: «Все почало розпливатися».
Після запису On the Corner він зібрав групу, до якої увійшли Гендерсон, Мтуме, Карлос Гарнетт, гітарист Реджі Лукас, органіст Лонні Лістон Сміт, музикант на таблі Бадал Рой, ситарист Халіл Балакрішна та барабанщик Ел Фостер. Лише Сміт був джазовим інструменталістом, тому в музиці переважала ритмічна щільність і мінливі фактури, а не соло. Цю групу записали наживо 1972 року для альбому In Concert, але Девіса це не влаштовувало, і він відмовився від табли та ситара і став грати на клавішних. Він також долучив гітариста Піта Коузі. Студійний альбом-компіляція Big Fun містить чотири довгі імпровізації, записані між 1969 і 1972 роками.
— Джон Швед про альбоми Agharta (1975) і Pangaea (1976)
Студійні сесії протягом 1973 і 1974 років призвели до створення Get Up with It, альбому, до якого увійшли чотири довгі композиції, а також чотири коротші записи з 1970 і 1972 років. Трек «He Loved Him Madly», тридцятихвилинний триб'ют на честь нещодавно померлого Дюка Еллінгтона, вплинув на ембієнт-музику Браяна Іно. У Сполучених Штатах він мав такі ж успіхи, як і On the Corner, досягнувши 8 місця в джазовому чарті та 141 місця в поп-чарті. Потім він зосередився на живому виконанні з серією концертів, які Columbia випустила на подвійних концертних альбомах Agharta (1975), Pangaea (1976) і Dark Magus (1977). Перші два — це записи двох виступів від 1 лютого 1975 року в Осаці, на той час Девіса турбували кілька фізичних недуг; він покладався на алкоголь, кодеїн і морфій, щоб впоратися з виступами. Його концерти регулярно піддавалися критиці, яка згадувала його звичку виступати спиною до публіки. Пізніше Коузі стверджував, що «гурт дійсно просунувся вперед після японського туру», але Девіса знову госпіталізували через виразку і грижу під час туру по США, коли він виступав на розігріві у Гербі Генкока.
Після виступів на джазовому фестивалі в Ньюпорті в липні 1975 року і на музичному фестивалі Шефера в Нью-Йорку у вересні, Девіс залишив музику.

### 1975—1980: Перерва
У своїй автобіографії Девіс відверто писав про своє життя під час перерви в музиці. Він назвав свій будинок на Верхньому Вест-Сайді руїною і описав своє зловживання алкоголем і кокаїном, а також сексуальні зв'язки з багатьма жінками. Він також заявив, що «секс і наркотики зайняли місце, яке займала музика в моєму житті». Барабанщик Тоні Вільямс згадував, що до полудня (в середньому) Девісу ставало погано від вживання попередньої ночі.
У грудні 1975 року він відновив достатньо сил, щоб перенести вкрай необхідну операцію із заміни тазостегнового суглоба. У грудні 1976 року Columbia неохоче продовжувала контракт із ним і виплачувала звичні великі аванси. Але після того, як його адвокат почав переговори з United Artists, Columbia пристала на їхню пропозицію, заснувавши Фонд Майлза Девіса для регулярних виплат. Піаніст Володимир Горовиць був єдиним музикантом з Columbia, який мав подібний статус.
У 1978 році Девіс попросив ф'южн-гітариста Ларрі Коріелла взяти участь у сесіях з клавішниками Масабумі Кікучі та Джорджем Павлісом, басистом Т. М. Стівенсом та барабанщиком Елом Фостером. Девіс зіграв аранжовану п'єсу в темпі, відмовився від труби на користь органу і попросив Масеро записати сесію без відома групи. Після того, як Коріелл відмовився грати в гурті, який Девіс почав збирати, Девіс повернувся до свого відлюдницького способу життя в Нью-Йорку. Незабаром після цього Маргарет Ескрідж посадила Девіса до в'язниці за несплату аліментів на їхнього сина Еріна, що коштувало йому 10 000 доларів, щоб вийти під заставу. Сесію запису, в якій брали участь Бакмастер і Гіл Еванс, зупинили, а Еванс пішов після того, як не отримав обіцяного йому платежу. У серпні 1978 року Девіс найняв нового менеджера, Марка Ротбаума, який працював з ним з 1972 року.

### 1980—1985: Повернення
Мало граючи на трубі протягом попередніх трьох років, Девісу було важко відновити свій амбушур. Його перший після перерви студійний виступ відбувся у травні 1980. Днем пізніше Девіса госпіталізували через інфекцію ноги. Він записав The Man with the Horn з червня 1980 по травень 1981 з Масеро як продюсером. Від великого гурту відмовилися на користь комбо з саксофоністом Біллом Евансом та басистом Маркусом Міллером. Обидва співпрацюватимуть з ним протягом наступного десятиліття.
The Man with the Horn отримав поганий прийом критиків, незважаючи на хороші продажі. У червні 1981 року Девіс повернувся на сцену вперше з 1975 року, виступивши з десятихвилинним гостьовим соло у складі гурту Мела Льюїса в клубі Village Vanguard. За цим послідували виступи з новим колективом. Записи з різних концертів 1981 року, в тому числі з Kix у Бостоні та Avery Fisher Hall, вийшли на платівці We Want Miles, яка принесла Девісу премію Ґреммі в номінації Найкраще джазове інструментальне виконання соліста.

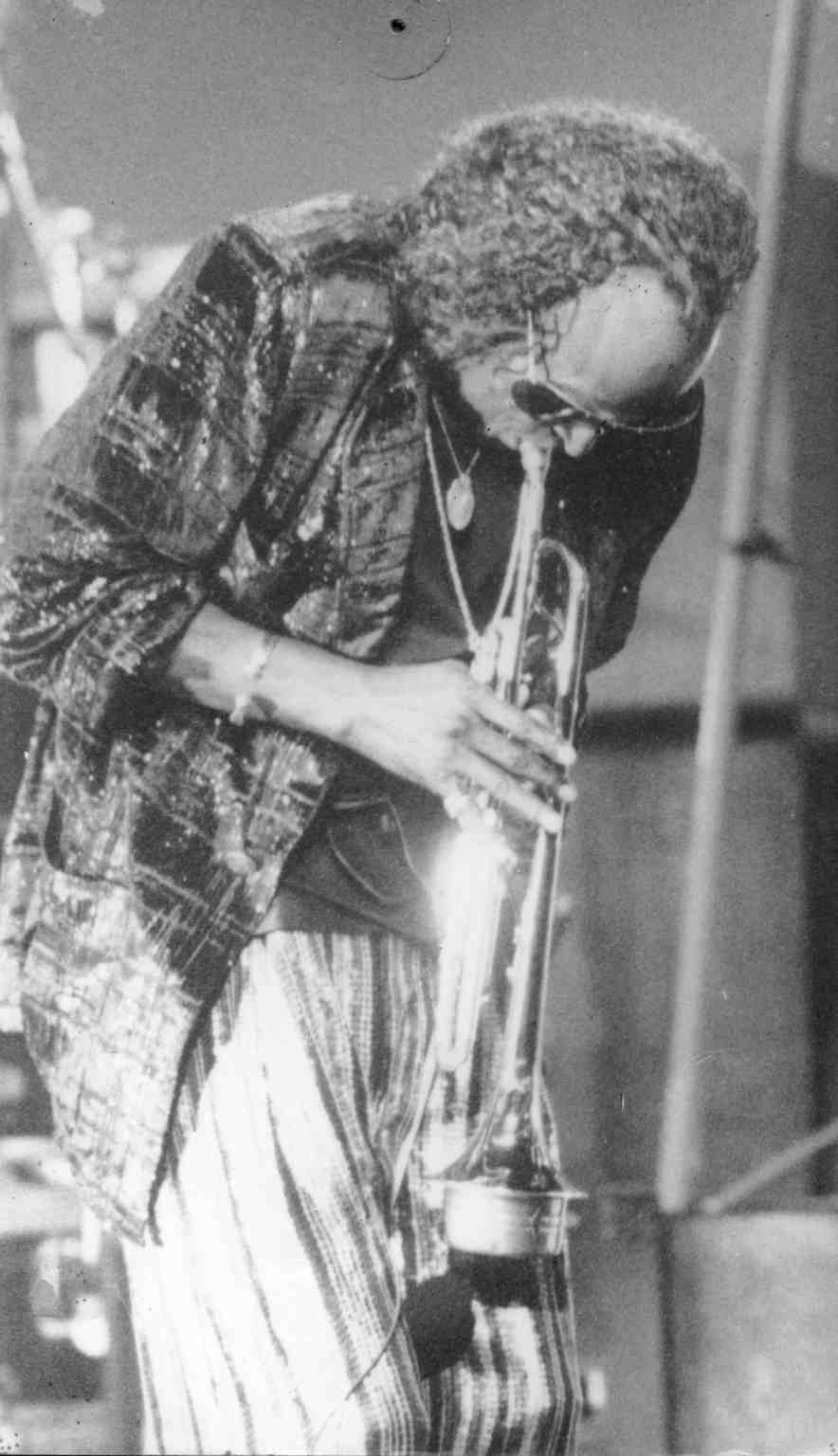
Виступ Девіса у 1985 році

У січні 1982 року, коли Тайсон працювала в Африці, Девіс «трохи збожеволів» від алкоголю і переніс інсульт, який тимчасово паралізував його праву руку. Тайсон повернулася додому і піклувалася про нього. Після трьох місяців лікування у китайського голкотерапевта він знову зміг грати на трубі. Він прислухався до застережень свого лікаря і відмовився від алкоголю та наркотиків. Він вважає, що Тайсон допомогла йому одужати завдяки фізичним вправам, грі на фортепіано та відвідуванням спа-салонів. Вона заохочувала його малювати, чим він займався до кінця життя. Такао Оґава, японський джазовий журналіст, який подружився з Девісом у цей період, сфотографував його малюнки і помістив їх у своїй книзі разом з інтерв'ю з Девісом у його нью-йоркській квартирі. Девіс сказав Оґаві: «Я цікавлюся лінією і кольором, лінія — це як фраза, а покриття кольором — як код. Коли я бачу хороші картини, я чую хорошу музику. Тому мої картини такі ж, як і моя музика. Вони відрізняються від будь-яких картин».
Девіс відновив гастролі у травні 1982 року у складі, що включав перкусіоніста Міно Сінелу та гітариста Джона Скофілда, з яким він тісно співпрацював над альбомом Star People (1983). В середині 1983 року він працював над треками для альбому Decoy, альбому, що поєднував соул-музику та електроніку, який вийшов у 1984 році. Він залучив продюсера, композитора і клавішника Роберта Ірвінга III, який співпрацював з ним над альбомом The Man with the Horn. У складі гурту, до якого входили Скофілд, Еванс, Ірвінг, Фостер і Дерріл Джонс, він відіграв серію європейських виступів, які позитивно сприйняли. У грудні 1984 року, перебуваючи в Данії, він був нагороджений музичною премією Леоні Соннінга. Трубач Палле Міккельборг написав «Aura», сучасну класичну п'єсу, для цієї події, яка вразила Девіса настільки, що він повернувся до Данії на початку 1985 року, щоб записати свій наступний студійний альбом Aura. Columbia була незадоволена записом і відклала його випуск.
У травні 1985 року, через місяць після початку туру, Девіс підписав контракт з Warner Bros., який вимагав від нього відмовитися від видавничих прав. У вересні вийшов You're Under Arrest, його останній альбом для Columbia. До нього увійшли кавер-версії двох поп-пісень: «Time After Time» Сінді Лопер та «Human Nature» Майкла Джексона. Він розглядав можливість випустити альбом поп-пісень, і він записав десятки з них, але цю ідея відкинули. Він сказав, що багато сучасних джазових стандартів були поп-піснями в бродвейському театрі, і що він просто оновлює стандартний репертуар.
У цей період Девіс співпрацював з низкою діячів британського постпанку та нової хвилі, зокрема з гуртом Scritti Politti. У цей період Девіс також перейшов від свого натхненного фанком звучання початку 1970-х років до мелодійнішого стилю.

### 1986—1991: Останні роки

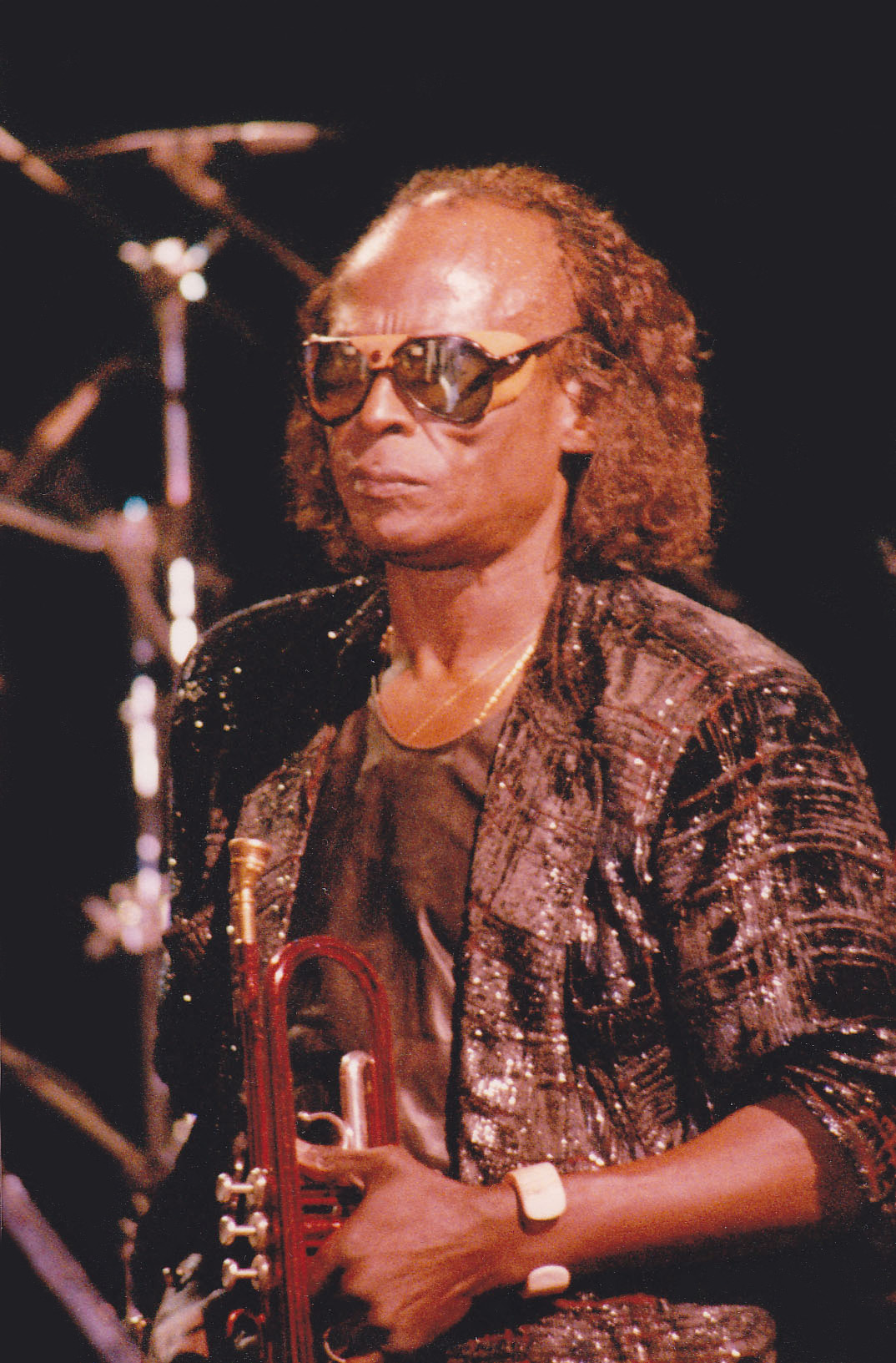
Виступ Девіса у Страсбурзі, 1987 рік

Після участі у записі пісні протесту 1985 року «Sun City» у складі групи Artists United Against Apartheid, Девіс з'явився на інструментальній композиції «Don't Stop Me Now» гурту Toto для їхнього альбому Fahrenheit (1986). Девіс співпрацював з Прінсом над піснею «Can I Play With U», яка залишилася невиданою до 2020 року. Девіс також співпрацював із Зейном Джайлзом і Ренді Голлом на сесіях Rubberband у 1985, але вони залишаться невиданими до 2019. Натомість він працював з Маркусом Міллером, і в альбомі Tutu (1986) вперше використав сучасні студійні інструменти, такі як запрограмовані синтезатори, семпли і барабанні петлі. Платівка вийшла у вересні 1986 року, на її обкладинці — фотопортрет Девіса роботи Ірвінга Пенна. 1987 року він здобув премію Ґреммі за Найкраще джазове інструментальне сольне виконання. Також у 1987 році Девіс зв'язався з американським журналістом Квінсі Трупом, щоб попрацювати разом з ним над автобіографією. Вони познайомилися попереднього року, коли Труп взяв у нього дводенне інтерв'ю, яке вийшло в журналі Spin як 45-сторінкова стаття.
У 1988 році Девіс зіграв невелику роль вуличного музиканта у різдвяному комедійному фільмі Нова різдвяна казка з Біллом Мюрреєм у головній ролі. Він також співпрацював з Дзуккеро у версії Dune Mosse (Blue's), опублікованій у 2004 році на лейблі італійського блюзмена Zu & Co. У листопаді 1988 року він був нагороджений Мальтійський орденом на церемонії в палаці Альгамбра в Іспанії (це стало частиною аргументації рішення його дочки включити почесне «Сер» на його надгробку). Пізніше того ж місяця Девіс перервав своє європейське турне після того, як після двогодинного шоу в Мадриді втратив свідомість і полетів додому. Ходили чутки про погіршення стану здоров'я. Американський журнал Star у своєму випуску від 21 лютого 1989 року опублікував твердження, що Девіс захворів на СНІД, що змусило його менеджера Пітера Шуката наступного дня виступити із заявою. Шукат заявив, що Девіс перебував у лікарні з приводу легкої форми пневмонії та видалення доброякісного поліпа на голосових зв'язках і спокійно відпочивав, готуючись до турів 1989 року. Пізніше Девіс звинуватив одну зі своїх колишніх дружин або подруг у поширенні чуток і вирішив не подавати до суду. Він дав інтерв'ю у програмі 60 хвилин Гаррі Різонеру. У жовтні 1989 року він отримав Велику медаль Вермейля від мера Парижа Жака Ширака. 1990 року він отримав премію Ґреммі" за життєві досягнення. На початку 1991 року він з'явився у фільмі Рольфа де Хіра Dingo як джазовий музикант.

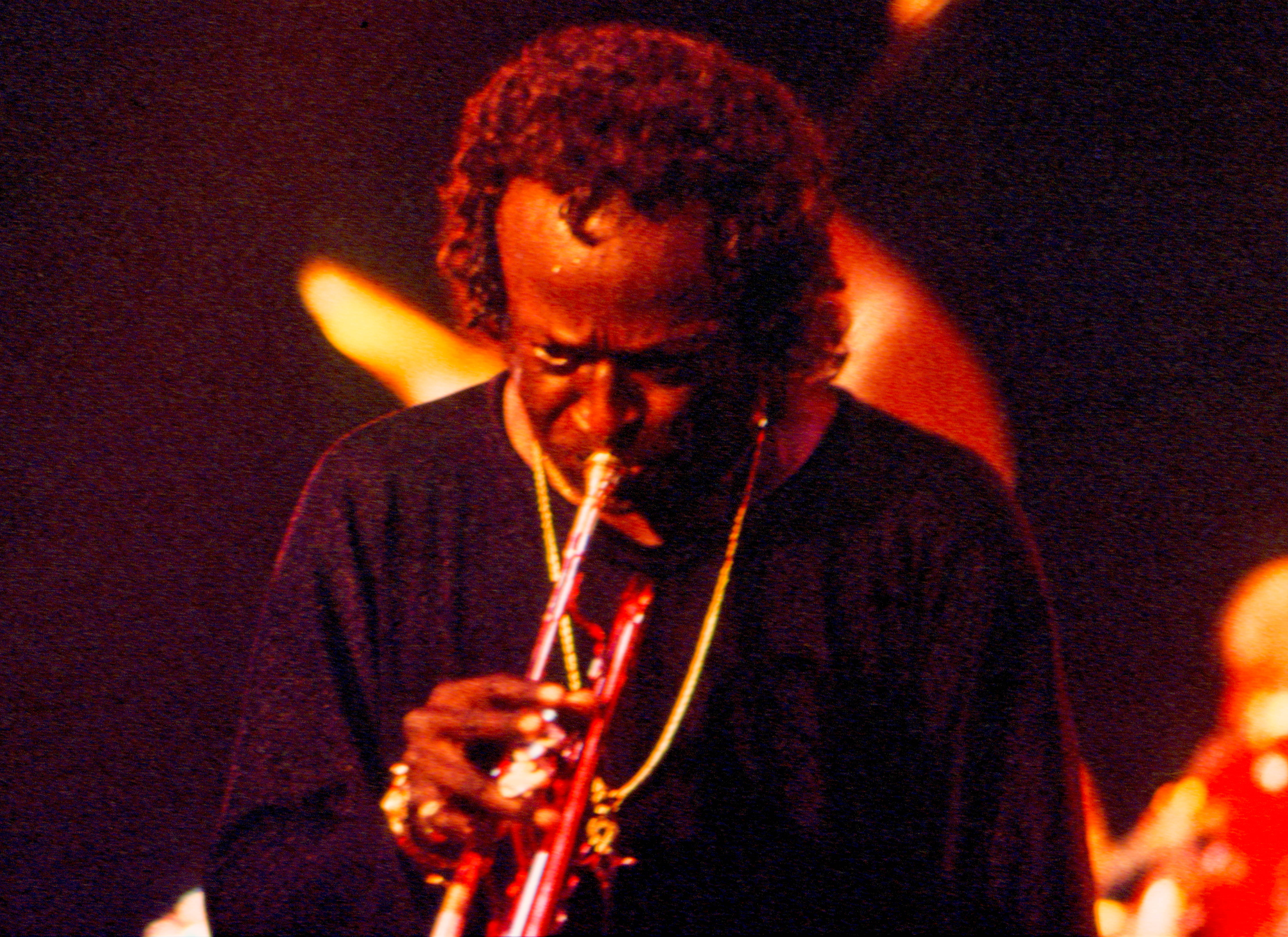
Девіс на джазовому фестивалі Північного моря, 1991 рік

Після Tutu Девіс записав альбом Amandla та саундтреки до чотирьох фільмів: Street Smart,Siesta, The Hot Spot та Dingo. Його останні альбоми вийшли посмертно: хіп-хоповий Doo-Bop (1992) та Miles & Quincy Live at Montreux (1993), спільна робота з Квінсі Джонсом з джазового фестивалю в Монтре 1991 року, де він вперше за три десятиліття виконав пісні з Miles Ahead, Porgy and Bess та Sketches of Spain.
8 липня 1991 року Девіс повернувся до виконання матеріалу зі свого минулого на джазовому фестивалі в Монтре 1991 року з групою та оркестром під керуванням Квінсі Джонса. Сет складався з аранжувань з його альбомів, записаних з Гілом Евансом. За шоу послідував концерт під назвою «Miles and Friends» у Великому залі де ла Віллет в Парижі через два дні, з запрошеними музикантами з різних періодів його кар'єри, в тому числі з Джоном Маклафліном, Гербі Генкоком і Джо Завінулом. У Парижі він був удостоєний Орденом Почесного легіону від міністра культури Франції Джека Ланга, який назвав його «Пікассо джазу». Повернувшись до Америки, він зупинився в Нью-Йорку, щоб записати матеріал для Doo-Bop, а потім повернувся до Каліфорнії, щоб зіграти в Голлівуд Боул 25 серпня, що стало його останнім живим виступом.

## Особисте життя
У 1957 році Девіс почав стосунки з Френсіс Тейлор, танцівницею, з якою він познайомився у 1953 році у клубі Ciro's у Лос-Анджелесі. Вони одружилися у грудні 1959 року в Толідо, штат Огайо. Їхні стосунки були затьмарені численними випадками домашнього насильства проти Тейлор. Пізніше він писав: «Щоразу, коли я бив її, я почувався погано, тому що багато в чому це була не її провина, а моя темпераментність і ревнощі». Одна з версій його поведінки полягала в тому, що в 1963 році він збільшив вживання алкоголю і кокаїну, щоб полегшити біль у суглобах, викликаний серпоподібоклітинною анемією. Він галюцинував, «шукаючи цю уявну людину» в своєму будинку, орудуючи кухонним ножем. Незабаром після того, як зробили фотографію для альбому E.S.P. (1965), Тейлор покинула його востаннє. 1966 року вона подала на розлучення; воно було остаточно оформлене в лютому 1968 року.
У вересні 1968 року Девіс одружився з 23-річною моделлю та авторкою пісень Бетті Мабрі. У своїй автобіографії Девіс описував її як «висококласну шанувальницю, яка була дуже талановитою, але не вірила у власний талант». Мабрі, відома персона в нью-йоркській контркультурі, познайомила Девіса з популярними музикантами в стилі рок, соул і фанк. Джазовий критик Леонард Фезер відвідав квартиру Девіса і був шокований, коли побачив, що той слухає альбоми The Byrds, Арети Франклін та Діонн Ворвік. Йому також подобалися Джеймс Браун, Sly & the Family Stone та Джимі Гендрікс, чий альбом Band of Gypsys особливо вразив Девіса. 1969 року Девіс подав на розлучення з Мабрі, звинувативши її у романі з Гендріксом.

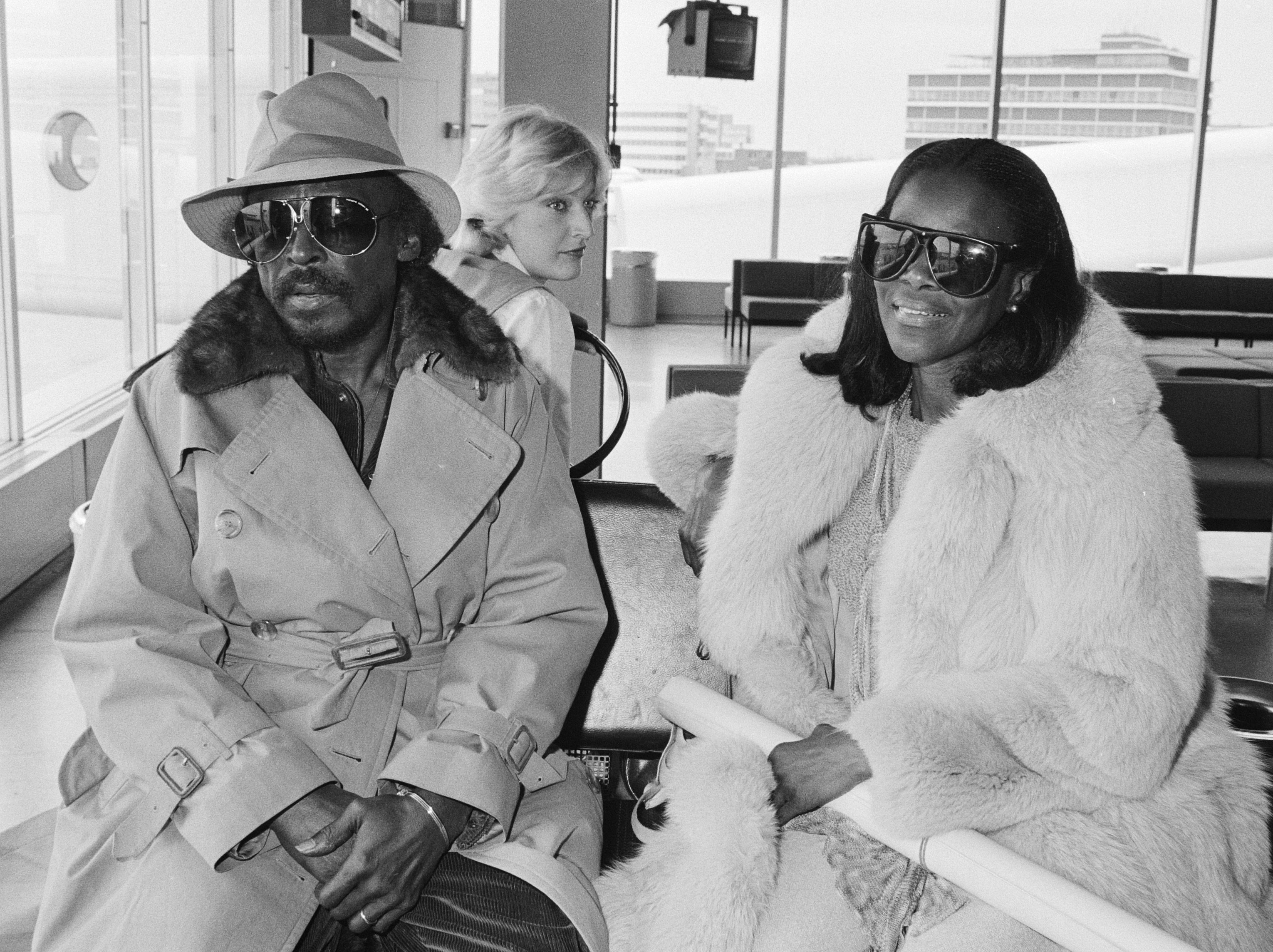
Девіс і Сіселі Тайсон у 1982 році

У жовтні 1969 року в Девіса вистрілили п'ять разів, коли він їхав у машині з однією з двох своїх коханок, Маргарет Ескрідж. В результаті інциденту він отримав подряпину, а Ескрідж залишилася неушкодженою. 1970 року Маргарет народила від нього сина Еріна. 1979 року Девіс відновив стосунки з акторкою Сіселі Тайсон, яка допомогла йому подолати кокаїнову залежність і повернути ентузіазм до музики. Вони одружилися в листопаді 1981 року, але їхній бурхливий шлюб закінчився тим, що Тайсон подала на розлучення в 1988 році, яке було остаточно оформлене в 1989 році.
У 1984 році Девіс познайомився з 34-річною скульпторкою Джо Гелбард. Гелбард навчала Девіса малювати; вони часто співпрацювали і незабаром зав'язали романтичні стосунки. 1985 року Девіс захворів на діабет і потребував щоденних ін'єкцій інсуліну. На останньому курсі Девіс став дедалі агресивнішим, частково через ліки, які він приймав, і його агресія проявлялася у вигляді насильства щодо Гелбард.

## Смерть

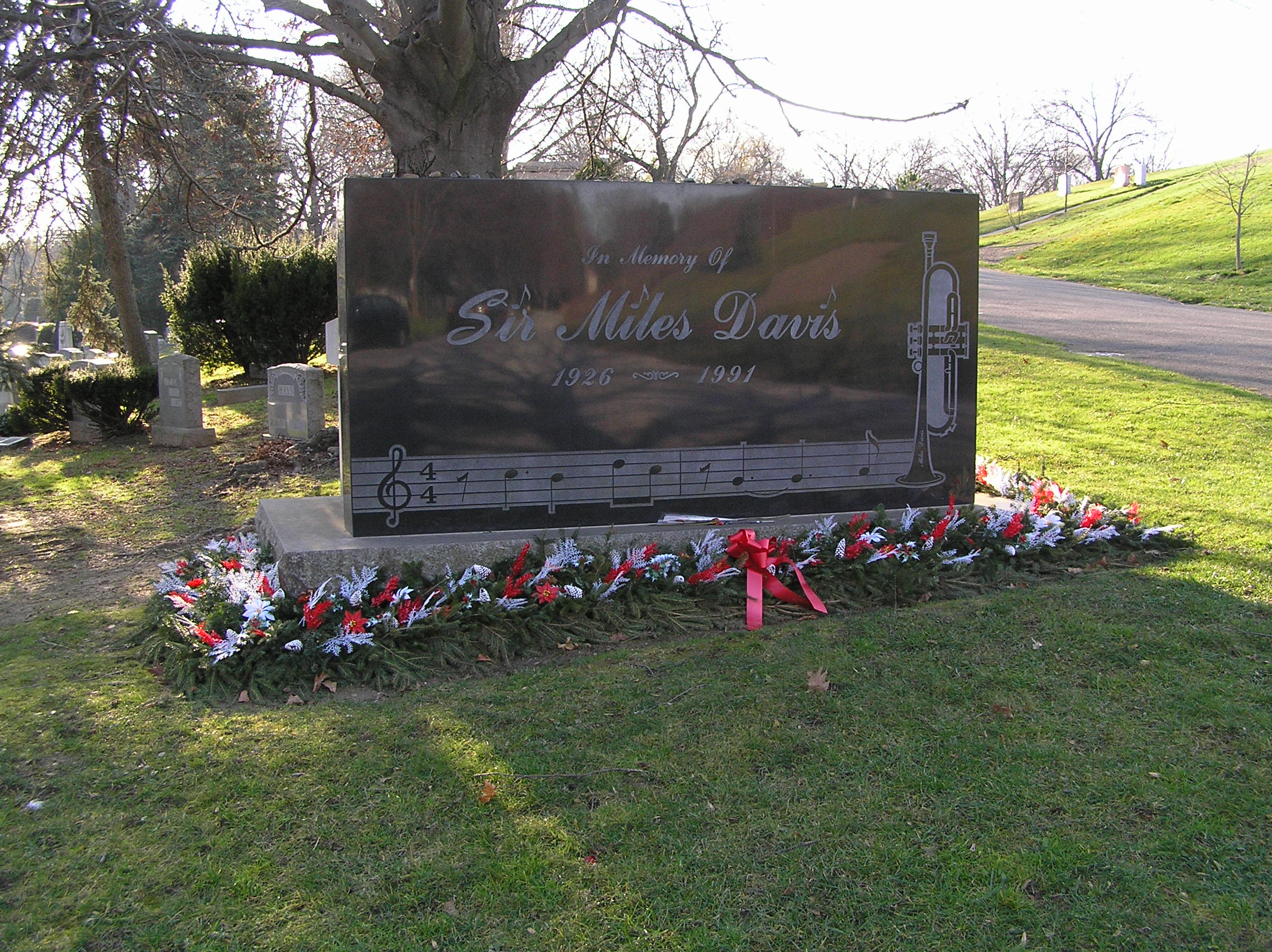
Могила Девіса на цвинтарі Вудлон, з надгробком, на якому викарбувані початкові ноти однієї з його композицій, «Solar».

На початку вересня 1991 року Девіс звернувся до лікарні Святого Іоанна неподалік від свого будинку в Санта-Моніці, Каліфорнія, для проходження рутинних аналізів. Лікарі запропонували йому імплантувати ендотрахеальну трубку, щоб полегшити дихання після неодноразових нападів бронхопневмонії. Ця пропозиція спровокувала спалах гніву з боку Девіса, який призвів до геморагічного інсульту, після якого настала кома. За словами Джо Гелбард, 26 вересня Девіс намалював свою останню картину, що складалася з темних, примарних фігур, капаючої крові і «його неминучої смерті». Після кількох днів на апараті життєзабезпечення його відключили, і він помер 28 вересня 1991 року на руках у Гелбард, йому було 65 років. Його смерть пояснювали комбінованим впливом інсульту, пневмонії та дихальної недостатності. За словами Трупа, під час лікування в лікарні Девіс приймав азидотимідин (AZT), тип антиретровірусного препарату, який використовують для лікування ВІЛ та СНІДу. 5 жовтня 1991 року відбулася похоронна служба в лютеранській церкві Св. Петра на Лексінгтон-авеню в Нью-Йорку, на якій були присутні близько 500 друзів, членів сім'ї та музичних знайомих, багато шанувальників стояли під дощем. Похований на цвинтарі Вудлон у Бронксі, Нью-Йорк, з однією зі своїх труб, поруч з могилою Дюка Еллінгтона.
На момент смерті статки Девіса оцінювалися у понад $1 мільйон. У своєму заповіті Девіс залишив 20 % своїй дочці Шеріл Девіс, 40 % — синові Еріну Девісу, 10 % — племіннику Вінсенту Вілберну-молодшому і по 15 % — брату Вернону Девісу і сестрі Дороті Вілберн. Він виключив двох своїх синів Грегорі та Майлза IV.

## Стиль та вплив

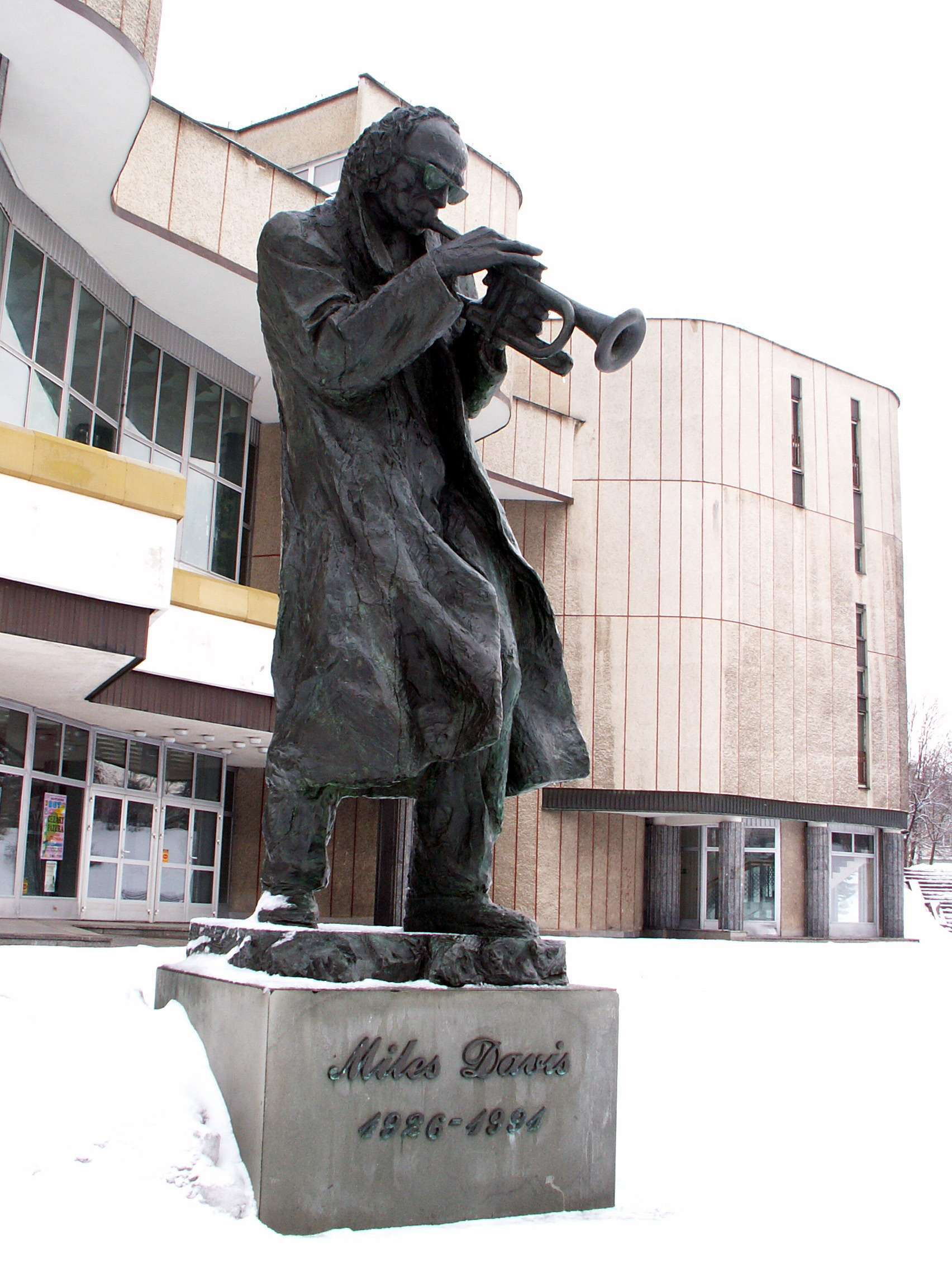
Перша у світі статуя Девіса, відкрита у 2001 році, авторства Гжегожа Лаговського, у місті Кельці, Польща

Майлза Девіса вважають однією з найбільш інноваційних, впливових і шанованих постатей в історії музики. The Guardian описав його як «піонера музики XX століття, який очолив багато ключових подій у світі джазу». Його називали «одним з найбільших новаторів у джазі», а також присвоювали титули «Принц темряви» та «Пікассо джазу». В Енциклопедії рок-н-ролу від Rolling Stone сказано: «Майлз Девіс відігравав вирішальну і неминуче суперечливу роль у кожному великому розвитку джазу з середини 40-х років, і жоден інший джазовий музикант не справив такого глибокого впливу на рок. Майлз Девіс був найвідомішим джазовим музикантом своєї епохи, відвертим соціальним критиком і арбітром стилю — як у ставленні до життя і моди, так і в музиці».
Вільям Рульманн з AllMusic писав: «Дослідити його кар'єру — це дослідити історію джазу з середини 1940-х до початку 1990-х років, оскільки він був у гущі майже всіх важливих інновацій та стилістичного розвитку в музиці в цей період … Можна навіть стверджувати, що джаз перестав розвиватися, коли Девіса не стало, щоб просувати його вперед». Френсіс Девіс з The Atlantic зазначив, що кар'єру Девіса можна розглядати як «постійну критику бібопу: витоки 'крутого' джазу…, хард-бопу, або 'фанку'…, модальної імпровізації…, і джаз-рокового ф'южн… можна простежити завдяки його зусиллям, спрямованим на те, щоб розірвати бібоп на частини».
Його підхід, значною мірою завдяки афро-американській виконавській традиції, яка зосереджувалася на індивідуальному вираженні, виразній взаємодії та творчій реакції на зміну змісту, мав глибокий вплив на покоління джазових музикантів. 2016 року цифрове видання The Pudding у статті, присвяченій дослідженню спадщини Девіса, виявило, що 2 452 сторінки Вікіпедії згадують Девіса, причому понад 286 з них посилаються на нього як на такого, що справив на них великий вплив.

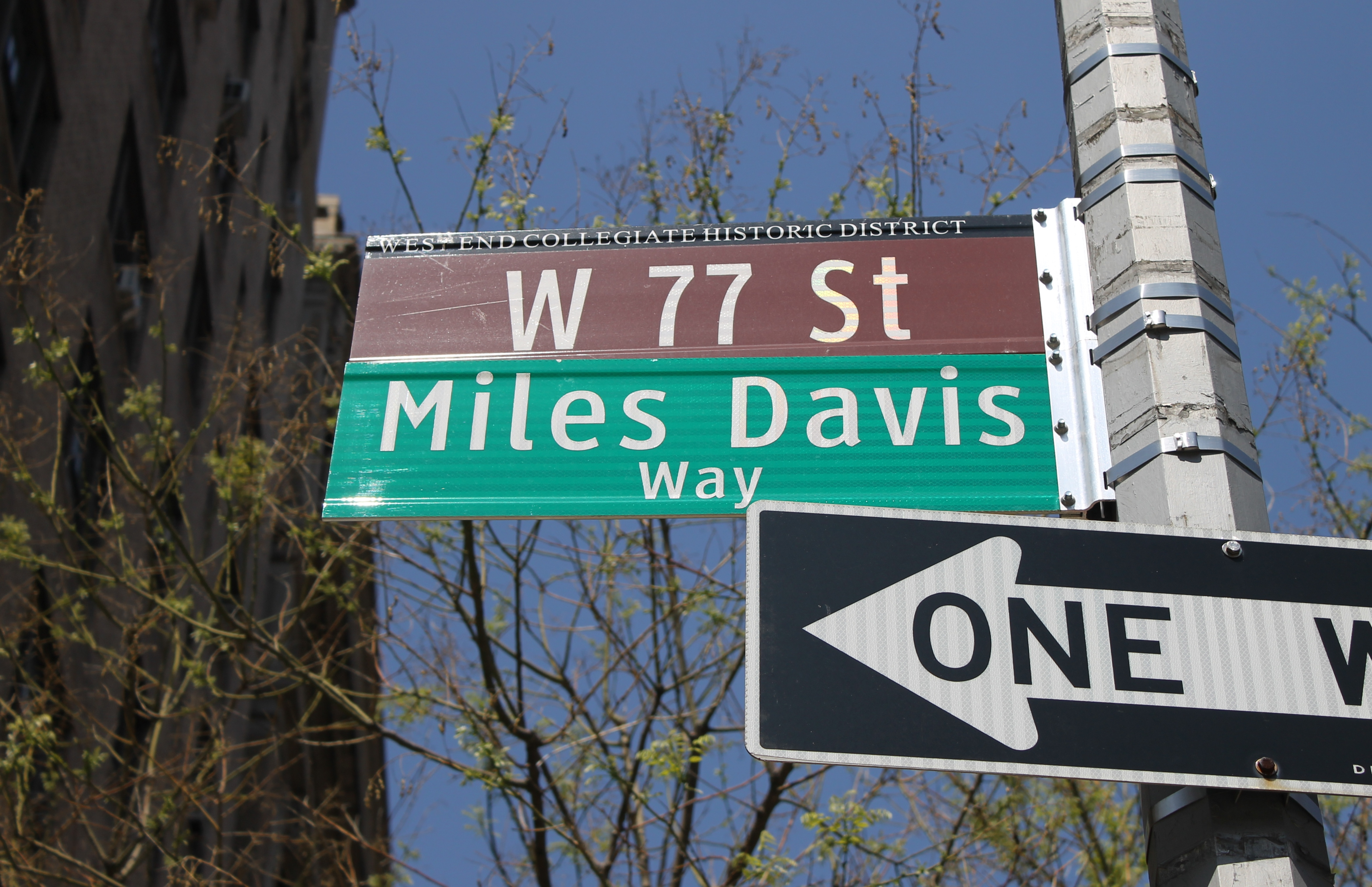
Найзахідніша частина 77-ї вулиці в Нью-Йорку отримала назву Miles Davis Way. Він колись жив у цьому кварталі.

5 листопада 2009 року представник США від штату Мічиган Джон Коньєрс виступив спонсором постанови Палати представників Конгресу США про вшанування Kind of Blue з нагоди його 50-річного ювілею. Законопроєкт також визнає джаз національним надбанням і «заохочує уряд Сполучених Штатів зберігати і розвивати джазову музику». 15 грудня 2009 року він був прийнятий всіма 409 голосами. Труба, яку використовував Девіс на записі, виставлена в кампусі Університету Північної Кароліни в Грінсборо. Навчальному закладу її подарував Артур «Бадді» Гіст, який познайомився з Девісом у 1949 році і став його близьким другом. Цей подарунок став причиною того, що джазова програма в UNCG отримала назву «Програма вивчення джазу Майлза Девіса».
У 1986 році Консерваторія Нової Англії присудила Девісу почесний докторський ступінь за його внесок у музику. З 1960 року Національна академія мистецтв і наук звукозапису (NARAS) нагородила його вісьмома преміями Ґреммі, премією Ґреммі за життєві досягнення і трьома преміями Ґреммі в Залі слави.
У 2001 році двогодинний документальний фільм Майка Дібба Історія Майлза Девіса здобув міжнародну премію Еммі як Найкращий документальний фільм про мистецтво. З 2005 року Джазовий комітет Майлза Девіса проводить щорічний джазовий фестиваль Майлза Девіса. 2005 року в Лондоні відбулася виставка його картин The Last Miles: The Music of Miles Davis, 1980—1991, яка детально описує його останні роки життя, а вісім його альбомів 1960-х і 1970-х років були перевидані на честь 50-річчя підписання контракту з лейблом Columbia Records. 2006 року Девіса було введено до Зали слави рок-н-ролу. 2012 року Поштова служба США випустила пам'ятні марки із зображенням Девіса.
Американський музичний фільм 2015 року Miles Ahead режисера Дона Чідла, написаний ним у співавторстві зі Стівеном Байгельманом, Стівеном Рівелом і Крістофером Вілкінсоном, який інтерпретує життя і творчість Девіса. Прем'єра фільму відбулася на Нью-Йоркському кінофестивалі у жовтні 2015 року. У фільмі знялися Чідл, Емаятзі Корінеалді в ролі Френсіс Тейлор, Юен Мак-Грегор, Майкл Стулбарг та Лейкіт Стенфілд. Того ж року в його рідному місті Олтон (Іллінойс), було встановлено пам'ятник, а слухачі радіостанцій BBC Radio та Jazz FM визнали Девіса найвидатнішим джазовим музикантом. Такі видання, як The Guardian, також занесли Девіса до переліку найвидатніших джазових музикантів.
У 2018 році американський репер Q-Tip зіграв Майлза Девіса у театральній постановці My Funny Valentine. Раніше Q-Tip вже грав Девіса у 2010 році. У 2019 році на кінофестивалі «Санденс» відбулася прем'єра документального фільму Miles Davis: Birth of the Cool режисера Стенлі Нельсона. Пізніше його показали в серіалі American Masters на каналі PBS.
Однак Девіс піддавався і критиці. 1990 року письменник Стенлі Крауч, відомий критик ф'южн-джазу, назвав Девіса «найяскравішим аншлаговим виконавцем в історії джазу». 1993 року Роберт Волсер в есе The Musical Quarterly стверджував, що «Девіс вже давно сумно відомий тим, що пропускав більше нот, ніж будь-який інший великий трубач.» Також в есе є цитата музичного критика Джеймса Лінкольна Коллієра, який стверджує, що «якщо його вплив був глибоким, то кінцева цінність його творчості — інша справа», і називає Девіса «адекватним інструменталістом», але «не великим». 2013 року The A.V. Club опублікував статтю під назвою «Майлз Девіс бив своїх дружин і робив прекрасну музику». У статті письменниця Соня Сарая хвалить Девіса як музиканта, але критикує його як людину, зокрема, за жорстоке поводження з дружинами. Інші, такі як Френсіс Девіс, критикували його ставлення до жінок, називаючи його «презирливим».

## Нагороди і відзнаки
Grammy Awards
- Майлз Девіс став володарем восьми премій Ґреммі і отримав тридцять дві номінації.[232]

| Рік  | Категорія                                                            | Робота                          |
| ---- | -------------------------------------------------------------------- | ------------------------------- |
| 1960 | Найкраща джазова композиція тривалістю понад п'ять хвилин            | Sketches of Spain               |
| 1970 | Найкраще джазове виконання, великий гурт або соліст з великим гуртом | Bitches Brew                    |
| 1982 | Найкраще джазове інструментальне виконання, соліст                   | We Want Miles                   |
| 1986 | Найкраще джазове інструментальне виконання, соліст                   | Tutu                            |
| 1989 | Найкраще джазове інструментальне виконання, соліст                   | Aura                            |
| 1989 | Найкраще джазове інструментальне виконання, біґ-бенд                 | Aura                            |
| 1990 | Премія Ґреммі за життєві досягнення                                  |                                 |
| 1992 | Найкраще R&B інструментальне виконання                               | Doo-Bop                         |
| 1993 | Найкращий виступ великого джазового ансамблю                         | Miles & Quincy Live at Montreux |

Інші нагороди
| Рік  | Нагорода | Джерело |
| ---- | --- | ------- |
| 1955 | Кращий трубач за версією читачів DownBeat                                                                                  |         |
| 1957 | Кращий трубач за версією читачів DownBeat                                                                                  |         |
| 1961 | Кращий трубач за версією читачів DownBeat                                                                                  |         |
| 1984 | Премія Леоні Соннінг за життєві досягнення в музиці                                                                        |         |
| 1986 | Доктор музики, почесний ступінь honoris causa, Консерваторія Нової Англії.                                                 |         |
| 1988 | Лицар-госпітальєр Ордену Святого Іоанна                                                                                    | [ 167 ] |
| 1989 | Нагорода губернатора від Ради штату Нью-Йорк у справах мистецтв                                                            | [ 233 ] |
| 1990 | Алея слави Сент-Луїса | [ 234 ] |
| 1991 | Нагорода Австралійського кіноінституту за найкращу оригінальну музику до фільму Dingo, яку він розділив з Мішелем Леграном |         |
| 1991 | Кавалер Ордена Почесного легіону                                                                                           |         |
| 1998 | Голлівудська алея слави |         |
| 2006 | Зала слави рок-н-ролу | [ 223 ] |
| 2006 | Hollywood's Rockwalk |         |
| 2008 | Чотириразова платинова сертифікація Kind of Blue                                                                           |         |
| 2019 | Чотириразова платинова сертифікація Kind of Blue                                                                           |         |

## Дискографія
Наступний список має на меті окреслити основні роботи Девіса, зокрема студійні альбоми.
1. The New Sounds (1951)
2. Young Man with a Horn (1952)
3. Blue Period (1953)
4. The Compositions of Al Cohn (1953)
5. Miles Davis Volume 2 (1954)
6. Miles Davis Volume 3 (1954)
7. Miles Davis Quintet (1954)
8. Miles Davis with Sonny Rollins (1954)
9. Miles Davis Quartet (1954)
10. Miles Davis All Stars, Volume 1 (1955)
11. Miles Davis All Stars, Volume 2 (1955)
12. Miles Davis All Star Sextet (1955)
13. The Musings of Miles (1955)
14. Blue Moods (1955)
15. Dig (1956)
16. Miles: The New Miles Davis Quintet (1956)
17. Quintet/Sextet (1956)
18. Collectors' Items (1956)
19. Birth of the Cool (1957)
20. 'Round About Midnight (1957)
21. Walkin' (1957)
22. Cookin' with the Miles Davis Quintet (1957)
23. Miles Ahead (1957)
24. Relaxin' with the Miles Davis Quintet (1958)
25. Milestones (1958)
26. Miles Davis and the Modern Jazz Giants (1959)
27. Porgy and Bess (1959)
28. Kind of Blue (1959)
29. Workin' with the Miles Davis Quintet (1959)
30. Sketches of Spain (1960)
31. Steamin' with the Miles Davis Quintet (1961)
32. Someday My Prince Will Come (1961)
33. Seven Steps to Heaven (1963)
34. Quiet Nights (1963)
35. E.S.P. (1965)
36. Miles Smiles (1967)
37. Sorcerer (1967)
38. Nefertiti (1968)
39. Miles in the Sky (1968)
40. Filles de Kilimanjaro (1968)
41. In a Silent Way (1969)
42. Bitches Brew (1970)
43. Jack Johnson (1971)
44. Live-Evil (1971)
45. On the Corner (1972)
46. In Concert (1973)
47. Big Fun (1974)
48. Get Up with It (1974)
49. Agharta (1975)
50. Pangaea (1975)
51. Dark Magus (1977)
52. The Man with the Horn (1981)
53. We Want Miles (1982)
54. Star People (1983)
55. Decoy (1984)
56. You're Under Arrest (1985)
57. Tutu (1986)
58. Amandla (1989)
59. Aura (1989)
60. Doo-Bop (1992)
61. Rubberband (2019)

## Фільмографія
| Рік  | Фільм                 | Брав участь | Брав участь | Брав участь | Роль              | Примітки |
| Рік  | Фільм                 | Композитор  | Виконавець  | Актор       | Роль              | Примітки |
| ---- | --------------------- | ----------- | ----------- | ----------- | ----------------- | --- |
| 1958 | Ліфт на ешафот        | Так         | Так         |             | —                 | Критик Філ Джонсон назвав його «найсамотнішим звуком труби, який ви коли-небудь чули, і зразком сумної музики тих пір. Слухайте і плачте». |
| 1968 | Symbiopsychotaxiplasm | Так         | Так         |             | —                 | Музика Девіса з альбому In a Silent Way |
| 1970 | Jack Johnson          | Так         | Так         |             |                   | Основа для альбому 1971 року Jack Johnson                                                                                                  |
| 1972 | Imagine               |             |             | Так         | Роль самого себе  | Камео, не вказано |
| 1985 | Поліція Маямі         |             |             | Так         | Айворі Джонс      | Телесеріал (1 епізод — «Junk Love») |
| 1986 | Crime Story           |             |             | Так         | Джазмен           | Камео, телесеріал (1 епізод — «The War»)                                                                                                   |
| 1987 | Siesta                | Так         | Так         |             | —                 | Лише одна пісня написана Майлзом Девісом у співпраці з Маркусом Міллером («Theme For Augustine»).                                          |
| 1988 | Нова різдвяна казка   |             | Так         | Так         | Вуличний музикант | Камео |
| 1990 | The Hot Spot          |             | Так         |             |                   | Композитор Джек Нітше, також за участю Джона Лі Гукера                                                                                     |
| 1991 | Dingo                 | Так         | Так         | Так         | Біллі Кросс       | Саундтрек написаний Майлзом Девісом у співпраці з Мішелем Леграном.                                                                        |